# Équipe cycliste masculine Visma-Lease a Bike

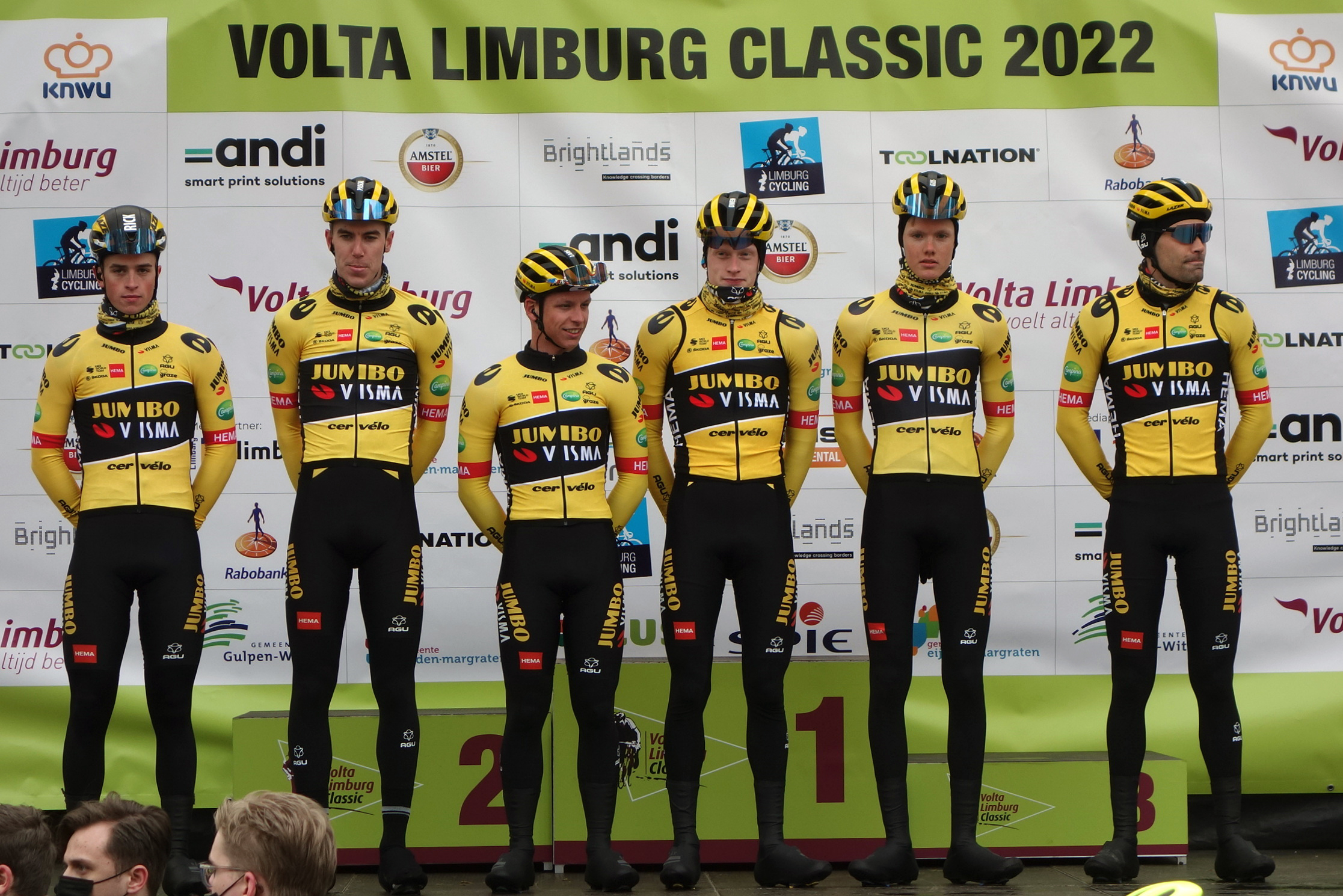
Team Jumbo-Visma 2022.

Cet article concerne l'équipe masculine. Pour les autres équipes liées à la structure, voir Équipe cycliste féminine Visma-Lease a Bike, équipe cycliste Visma-Lease a Bike Development.
L'équipe cycliste masculine Visma | Lease a Bike (anciennement nommée Kwantum, Superconfex, Buckler, WordPerfect, Novell, Rabobank, Blanco, Belkin, LottoNL-Jumbo et Jumbo-Visma) est une équipe néerlandaise de cyclisme professionnel sur route créée en 1984 et ayant le statut d'équipe World Tour.
Elle compte à son palmarès deux Tours de France (Vingegaard en 2022 et 2023), trois Tours d'Italie (Menchov en 2009, Roglič en 2023 et Yates en 2025) et cinq Tours d'Espagne (Menchov en 2007, Roglič en 2019, 2020 et 2021, ainsi que Kuss en 2023). En 2023, elle réalise donc un triplé inédit en remportant les trois grands tours avec trois coureurs différents, Roglič-Vingegaard-Kuss, ces trois coureurs terminant même sur le podium du Tour d'Espagne.
L'équipe compte aussi deux victoires au classement par équipes de la Coupe du monde (1999 et 2001), et une au classement individuel en 2001, par Erik Dekker. La formation néerlandaise a remporté plusieurs classiques, dont à sept reprises l'Amstel Gold Race (sa classique nationale), à quatre reprises le Tour des Flandres et Milan-San Remo, ainsi que Liège-Bastogne-Liège en 2020.
De 1996 à 2012, elle a eu pour principal sponsor l'institution de bancassurance néerlandaise Rabobank, qui a financé également une équipe continentale. À la suite du retrait de Rabobank, elle s'appelle Blanco, dans l'attente d'un nouveau sponsor. Entre le 29 juin 2013 et le 31 décembre 2014, l'équipe s'appelle Belkin et change plusieurs fois de sponsor secondaire. En 2015, associée à la chaîne de supermarchés Jumbo, la loterie nationale néerlandaise sponsorise l'équipe qui est renommée Lotto NL-Jumbo. En 2019, elle prend un nouveau nom : Team Jumbo-Visma. En 2023, un changement de stratégie chez Jumbo entraîne le départ du co-sponsor dès 2024. Un sponsor secondaire reprendra le co-sponsoring avec Visma, l'équipe devrait donc s'appeler Visma | Lease a Bike en 2024.
L'équipe est dirigée par Richard Plugge. Au cours de ses décennies d'activité, des coureurs notables ont couru avec le maillot de l'équipe, dont Frans Maassen, Jean-Paul van Poppel, Edwig Van Hooydonck, Rolf Sørensen, Michael Boogerd, Erik Dekker, Oscar Freire, Michael Rasmussen, Thomas Dekker, Denis Menchov, Robert Gesink, Bauke Mollema, Steven Kruijswijk, Tom Dumoulin, Primož Roglič, Wout van Aert, Jonas Vingegaard, Christophe Laporte et Sepp Kuss.
L'équipe compte aussi deux victoires au classement par équipes de la Coupe du monde (1999 et 2001), et une au classement individuel en 2001, par Erik Dekker. La formation néerlandaise a remporté plusieurs classiques, dont à sept reprises l'Amstel Gold Race (sa classique nationale), à quatre reprises le Tour des Flandres et Milan-San Remo, ainsi que Liège-Bastogne-Liège en 2020.

## Historique des sponsors

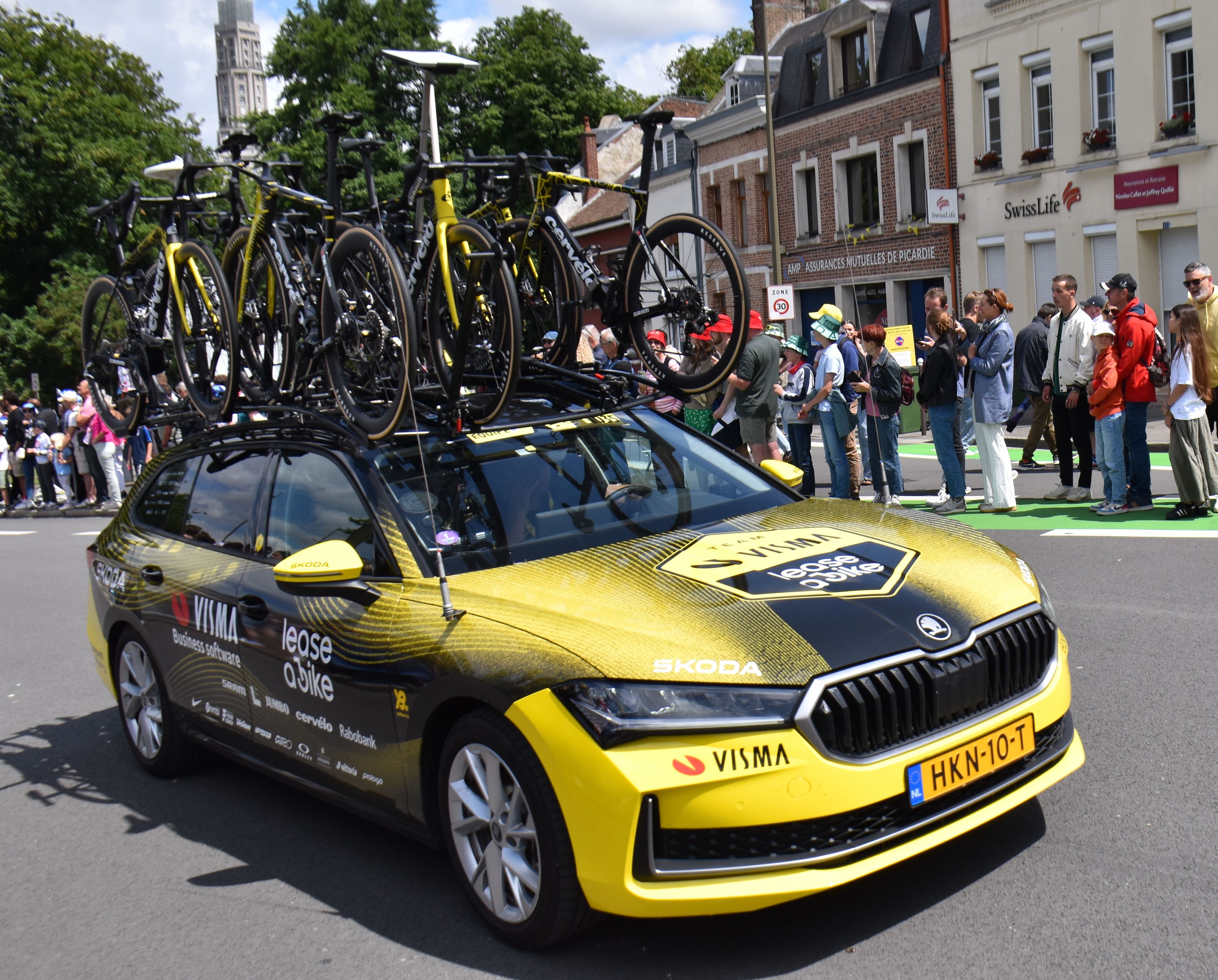
Tour de France 2025 - Véhicule Team Visma - Lease a bike.

L'équipe est créée en 1984, sous le nom de Kwantum. Elle prend successivement les noms de Superconfex (1987), Buckler (1990), WordPerfect (1993) puis Novell en 1995, après la fusion des sociétés Novell et WordPerfect Corporation.
L'institution de bancassurance néerlandaise Rabobank s'engage avec Jan Raas et l'Union royale néerlandaise de cyclisme (KNWU) en janvier 1996 pour trois saisons, avec une option pour deux années supplémentaires. Le contrat implique un investissement de 10 à 12 millions de florins par an de Rabobank vers le cyclisme, comprenant l'équipe professionnelle Rabobank, un plan de développement de jeunes talents avec des équipes amateurs et juniors, et le sponsoring des équipes nationales néerlandaises de cyclo-cross aux championnats du monde. Ce programme est appelé Rabobank Wielerplan (Plan cyclisme Rabobank).
Rabobank lève l'option l'année suivante, s'engageant ainsi jusqu'en 2001. L'engagement de Rabobank pour la période 1997-2001 s'élève à 60 millions de florins. Un prolongement jusqu'en 2003 intervient en 1999, avec une nouvelle option pour deux ans supplémentaires levée par Rabobank, qui investit 40 millions de florins sur la période 2002-2004. Un nouveau prolongement jusqu'à la fin 2008, intervenu en 2004, porte l'investissement à 10 millions d'euros par an environ. L'engagement suivant, signé en janvier 2007, court jusqu'en 2012, prolongé ensuite jusqu'en 2016.
L'équipe Rabobank, de même que ses prédécesseurs, a roulé sur des cycles Colnago jusqu'en 2008. Entre 2009 et 2013, elle utilise des cycles Giant.
Le 19 octobre 2012, le sponsor Rabobank annonce arrêter de sponsoriser l'équipe en fin d'année 2012. Dans l'attente d'un nouveau sponsor principal, elle prend le nom Blanco Pro Cycling en 2013. Elle dispose de 12 millions d'euros pour fonctionner sans sponsor durant cette saison. En juin 2013, l'entreprise américaine Belkin, fabricant de matériel informatique, s'engage pour devenir le sponsor principal de l'équipe pendant deux ans et demi, à partir du Tour de France 2013,. En 2014, elle passe sur les cycles Bianchi.
Belkin arrête le parrainage à l'issue de la saison 2014. En 2015, l'équipe est renommée « Team LottoNL-Jumbo » après l'arrivée de la loterie nationale néerlandaise et de la chaîne de supermarchés Jumbo en tant que sponsors. En 2019, la loterie est remplacée par Jumbo qui devient le nouveau sponsor principal, tandis que Visma, une société norvégienne de logiciels de gestion et de solutions informatiques, est le nouveau co-sponsor de l'équipe pour au moins cinq ans.

## Encadrement de l'équipe

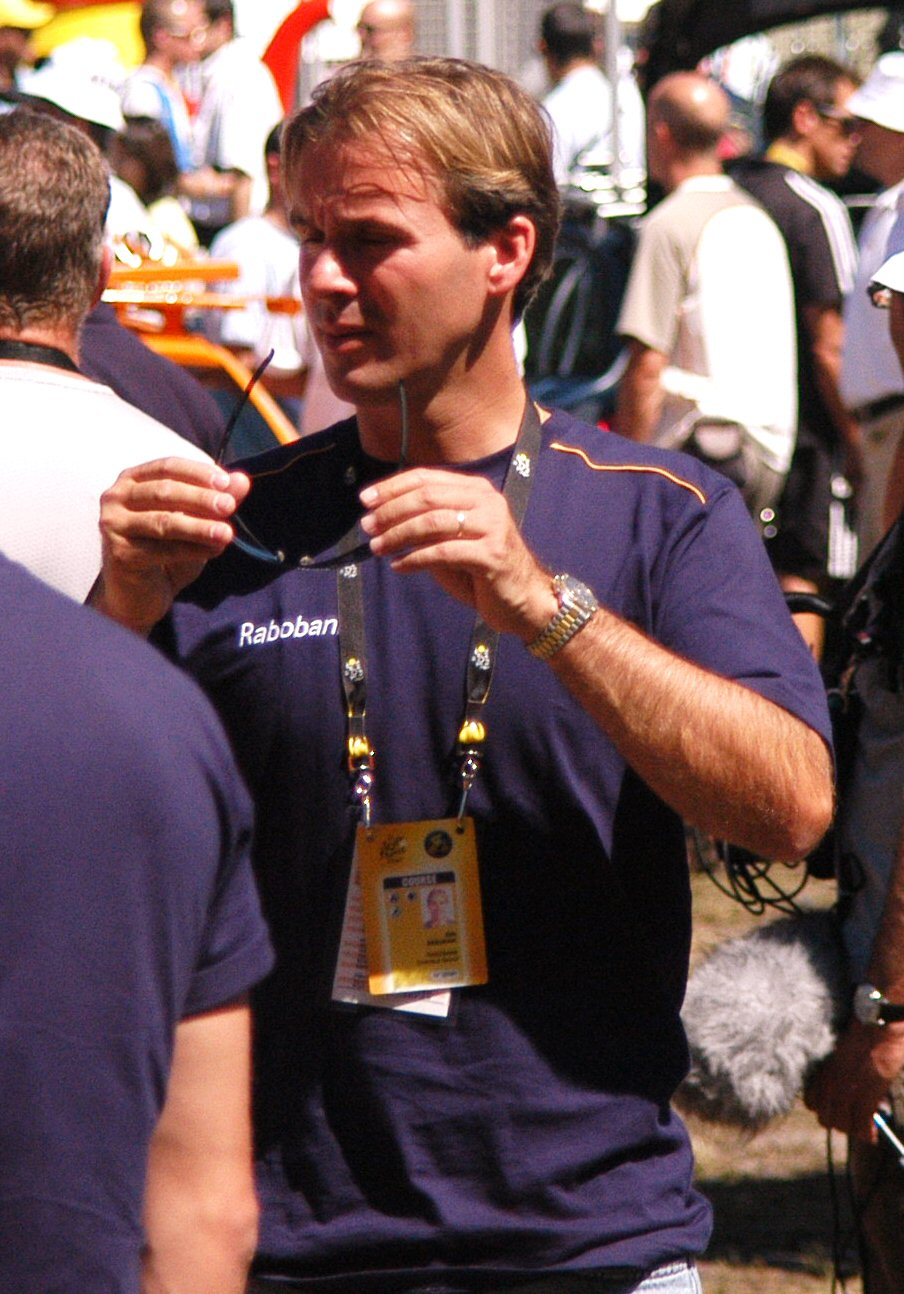
Erik Breukink, manager de l'équipe Rabobank de 2004 à 2012

À sa création, l'équipe professionnelle Rabobank est dirigée par Theo de Rooij et Adri van Houwelingen, Jan Raas exerce la fonction de manager général des trois équipes (professionnelle, amateur et junior).
En 2004, De Rooy remplace Raas à la direction générale à la suite d'une décision de Rabobank. De Rooy est remplacé à la direction de l'équipe professionnelle par Erik Breukink.
L'« affaire Rasmussen » entraîne la démission de De Rooy en août 2007. Henri van der Aat est nommé manager intérimaire. Cet intérim prend fin le 1er mars 2008, avec l'arrivée de Harold Knebel au poste de manager général de l'équipe,.
Sous la direction d'Harold Knebel et d'Erik Breukink, l'équipe Rabobank comprend quatre directeurs sportifs en 2009 : Jan Boven, Erik Dekker, Frans Maassen et Adri van Houwelingen. Boven et Dekker sont d'anciens coureurs de l'équipe ayant intégré son encadrement respectivement en 2009 et 2007, dès après avoir mis fin à leur carrière de coureur. Van Houwelingen exerce cette fonction depuis la création de l'équipe et Maassen depuis 1999 ; il a également dirigé l'équipe Rabobank junior qui a existé de 1996 à 2002. Joop Zoetemelk a été directeur sportif jusqu'en 2006, Nico Verhoeven de 1998 à 2004 et Luc Schiemsky de 1999 à 2001.
Fin 2012, Breukink quitte l'équipe.
En 2013, en même temps que le sponsor Rabobank se retire, Harold Knebel quitte la direction de l'équipe. Il est remplacé par Richard Plugge, jusqu'alors responsable de la communication de l'équipe, et ancien rédacteur en chef du journal sportif NUsport (nl). La direction sportive est assurée par Nico Verhoeven. L'équipe de direction comprend Erik Dekker, Jan Boven, Frans Maassen, Michiel Elijzen et Jeroen Blijlevens. Merijn Zeeman devient entraîneur de l'équipe. Il entraînait auparavant l'équipe Argos-Shimano.
Durant l'intersaison 2016-2017, plusieurs changements interviennent dans l'encadrement de l'équipe devenue entre-temps le Team Lotto NL-Jumbo. Nico Verhoeven occupe désormais une fonction de « directeur de course » (race director), qui l'amène à se concentrer sur les stratégies et tactiques de course. Merijn Zeeman, nommé sportive director, est responsable de la politique sportive globale et est moins présent en course. Il demeure néanmoins l'entraîneur de Steven Kruijswijk. Deux directeurs sportifs viennent renforcer l'équipe : Grischa Niermann et Sierk Jan de Haan. Les autres directeurs sportifs sont Frans Maassen, Jan Boven et Addy Engels. Mathieu Heijboer est high performance manager de l'équipe.

## Histoire de l'équipe

### 1984-1986: Kwantum Hallen-Decosol-Yoko
Après la saison 1983, l’équipe TI-Raleigh est dissoute à cause de différends entre le leader Jan Raas, champion du monde en 1979, et le directeur sportif Peter Post. Sept coureurs suivent Post dans la nouvelle équipe Panasonic et six autres rejoignent Raas au sein de l'équipe Kwantum, dont Guillaume Driessens et Walter Godefroot. Au cours de sa première année d'existence, l'équipe remporte sur le Tour de France le maillot rouge du classement des sprints intermédiaires avec Jacques Hanegraaf ainsi qu'une étape du Tour, l'Amstel Gold Race et le championnat des Pays-Bas grâce à Jan Raas.
Après 1984, Raas arrête sa carrière et devient le manager de l'équipe. En 1985, la formation néerlandaise remporte de nombreux succès tout au long de la saison : trois étapes du Tour de France avec Gerrit Solleveld, Henri Manders et Maarten Ducrot, le Tour du Luxembourg avec Jelle Nijdam, le Tour de Belgique, le Championnat de Zurich et Paris-Tours avec Ludo Peeters, la Classique de Saint-Sébastien et Paris-Bruxelles avec Adrie van der Poel, le titre national avec Jacques Hanegraaf, ainsi que Tirreno-Adriatico et le championnat du monde avec Joop Zoetemelk. L'année 1986 est relativement moins réussie, même si l'équipe gagne le Tour des Flandres avec van der Poel, une étape du Tour de France avec Peeters et le Tour de Belgique avec Nico Emonds.

### 1987-1989: Superconfex-Yoko
Pour la saison 1987, le sponsor principal devient Superconfex : cette année-là, l’équipe est officiellement nommée Superconfex-Kwantum-Yoko-Colnago. Jan Raas reste le chef de l'équipe. Après une victoire de Ludo Peeters sur Kuurne-Bruxelles-Kuurne, le nouveau sprinteur Jean-Paul van Poppel (arrivé de l'équipe Skala-Skil) offre une excellente année à l'équipe avec deux victoires d'étape sur le Tour de France (dont deux pour van Poppel) et le classement par points. Toujours sur le Tour, Jelle Nijdam gagne le prologue et porte un jour le maillot jaune, tandis que Nico Verhoeven et Rolf Gölz s'adjugent également une étape chacun. L'Allemand remporte également le Tour d'Andalousie, le Tour du Haut-Var et le Championnat de Zurich. Joop Zoetemelk met fin à sa carrière avec une victoire sur l'Amstel Gold Race.
En 1988, l'équipe prend le nom de Superconfex-Yoko-Opel-Colnago. La saison est une nouvelle fois riche en succès. Rolf Gölz est particulièrement performant, il s'adjuge la Flèche wallonne, le Tour des Asturies, une étape du Tour de France et, entre septembre et octobre, Paris-Bruxelles, le Tour d'Irlande, Milan-Turin et le Tour du Piémont. Van Poppel gagne quatre étapes du Tour de France, tandis que Jelle Nijdam s'adjuge l'Amstel Gold Race et une étape du Tour. Frans Maassen s'impose sur le Tour de Belgique. Au cours de la saison 1989, van Poppel rejoint Panasonic, mais le nombre de victoires ne diminue pas. La formation néerlandaise remporte trois des douze courses de la nouvelle Coupe du monde : le Tour des Flandres avec Edwig Van Hooydonck, la Wincanton Classic avec Maassen et Paris-Tours avec Nijdam. Ce dernier s'adjuge également deux étapes du Tour de France et Paris-Bruxelles, tandis que Gerrit Solleveld remporte Gand-Wevelgem et Gölz répète sa victoire sur Milan-Turin.

### 1990-1992: Buckler-Colnago-Decca

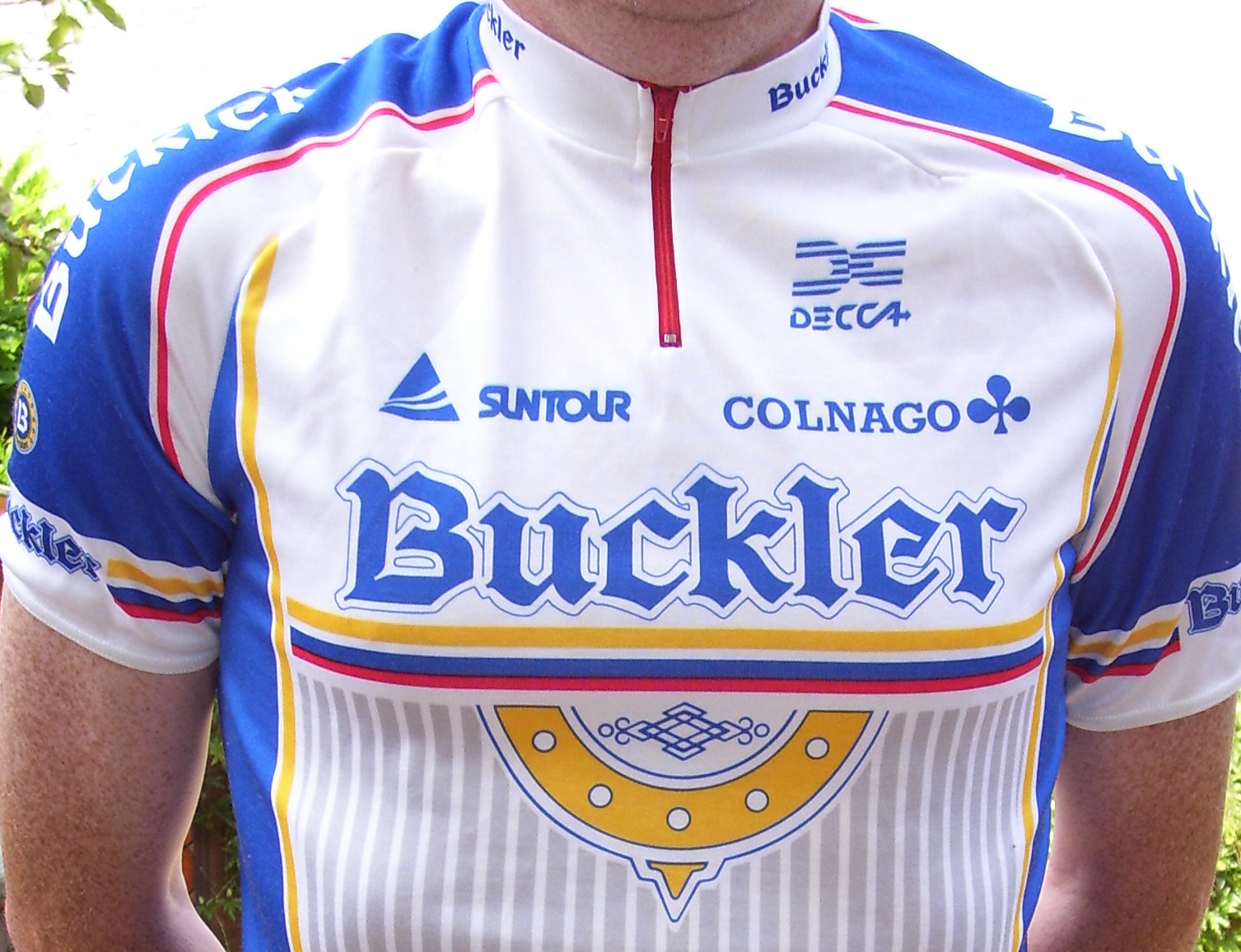
Le maillot de l'équipe Buckler

Fin 1989, la marque de bière Buckler devient le sponsor principal de l'équipe, qui est renommée Buckler-Colnago-Decca. En 1990, les coureurs de Jan Raas n'obtiennent pas de grands succès sur les classiques. La formation est plus en réussite sur les courses par étapes. Elle gagne trois étapes du Tour de France (succès de Maassen, Solleveld et Nijdam), le Tour de Belgique et la Flèche brabançonne avec Maassen, le Tour des Pays-Bas avec Nijdam, le championnat des Pays-Bas pour Peter Winnen et de nombreuses semi-classiques.
En 1991, l’équipe remporte à nouveau trois victoires sur la Coupe du monde : le Tour des Flandres avec Edwig Van Hooydonck, l'Amstel Gold Race avec Frans Maassen et le Grand Prix de la Libération qui se dispute sous la forme d'un contre-la-montre par équipes. Maassen gagne également le Tour des Pays-Bas, tandis que Jelle Nijdam s'adjuge une étape du Tour de France et que Steven Rooks, arrivé cette année en provenance de Panasonic-Sportlife devient champion des Pays-Bas.
La saison 1992 est la moins réussie depuis la création de l'équipe huit ans plus tôt. Seules 26 courses sont remportées, contre 64 victoires lors de la saison 1988, la plus réussie pour cette formation. Parmi ses principaux succès, l'équipe a notamment gagné trois étapes du Tour d'Espagne, avec Nijdam (deux jours avec le maillot or), Van Hooydonck et Eric Vanderaerden et le Tour des Pays-Bas avec Nijdam. En septembre, le jeune Erik Dekker, âgé de 22 ans, rejoint l'équipe. Après cette saison, Buckler décide de ne plus sponsoriser l'équipe.

### 1993-1995: Wordperfect et Novell

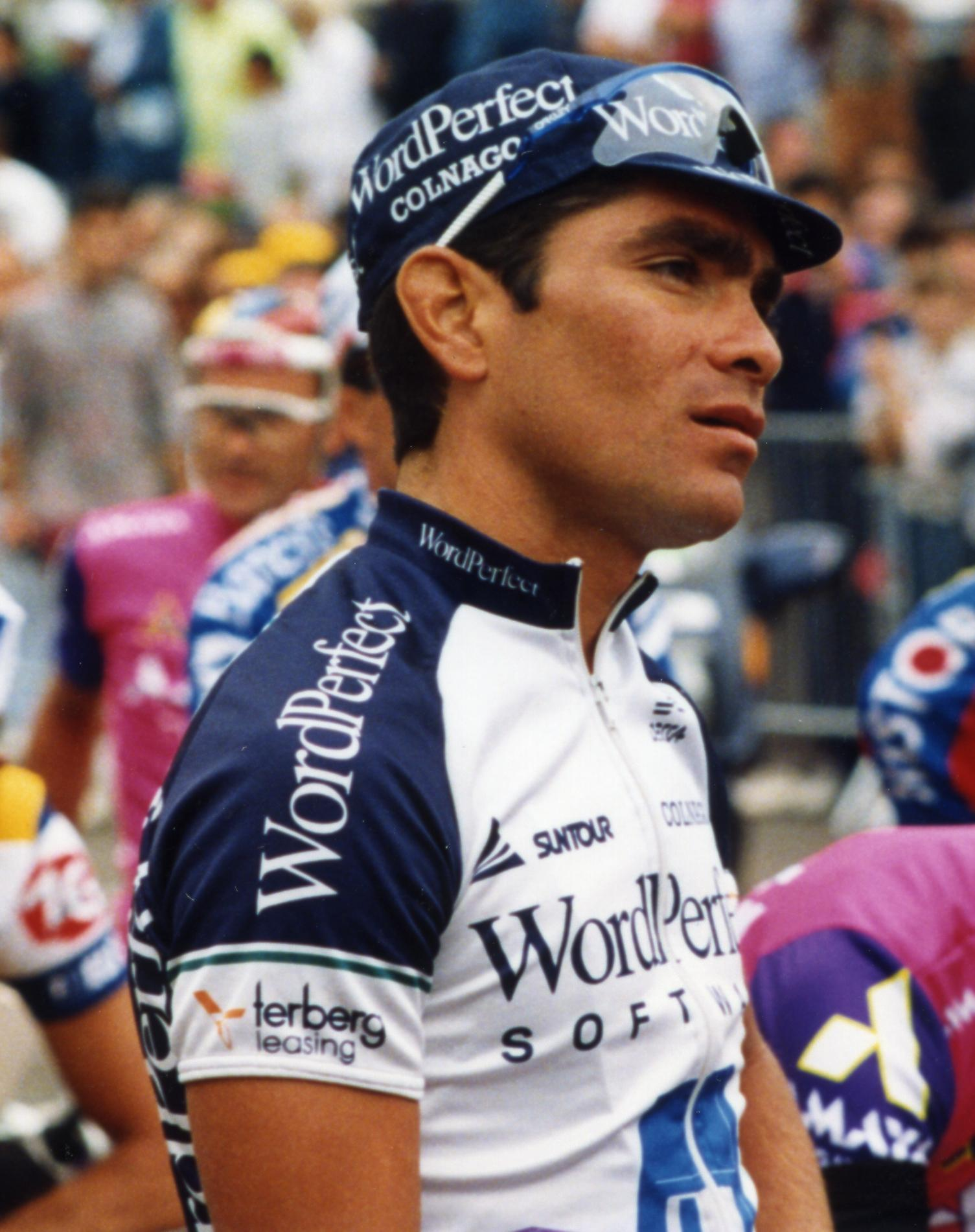
Raúl Alcalá avec WordPerfect en 1993

En 1993, c'est la marque informatique WordPerfect qui prend le relais en tant que sponsor titre. Steven Rooks quitte l'équipe et rejoint Festina-Lotus, tandis que Raúl Alcalá arrive en provenance de PDM-Concorde et Léon van Bon devient néo-professionnel. L'équipe obtient 29 victoires, mais aucune grande course. Les plus importantes sont les Trois Jours de La Panne avec Eric Vanderaerden et le Tour DuPont avec Alcalá. La saison 1994 voit les débuts professionnels de Michael Boogerd (21 ans), alors que Viatcheslav Ekimov est recruté en provenance de chez Novemail-Histor. Ce dernier remporte le Tour de la Communauté valencienne et le Tour DuPont, tandis que Frans Maassen gagne le Tour du Luxembourg. L'année est encore décevante avec seulement 25 victoires.
En 1995, Novell devient le sponsor principal de l'équipe qui est renommée Novell Software-Decca. L'entreprise américaine, qui a racheté le précédent sponsor WordPerfect, mise sur le cyclisme, le « troisième sport le plus regardé en Europe, pour être reconnue en Europe ». L'équipe est dotée d'un budget de 5 millions de dollars, et recrute comme leader le sprinteur ouzbek Djamolidine Abdoujaparov, âgé de 31 ans et qui vient de remporter le classement par points du Tour de France en 1994. Pour la troisième année consécutive, l'équipe réalise de bonnes classiques, mais sans grandes victoires. Le nombre de succès est encore inférieur à ceux de 1993 et 1994. Abdoujaparov remporte la dernière étape du Tour de France, Ekimov une étape du Tour de Suisse et Van Hooydonck la Flèche brabançonne. En mai, Novell annonce la fin de son sponsoring en fin de saison à la suite d'un changement de stratégie marketing.

### 1996-2012: Rabobank

#### 1996-1999: les victoires avec Sørensen, Van Bon et Boogerd

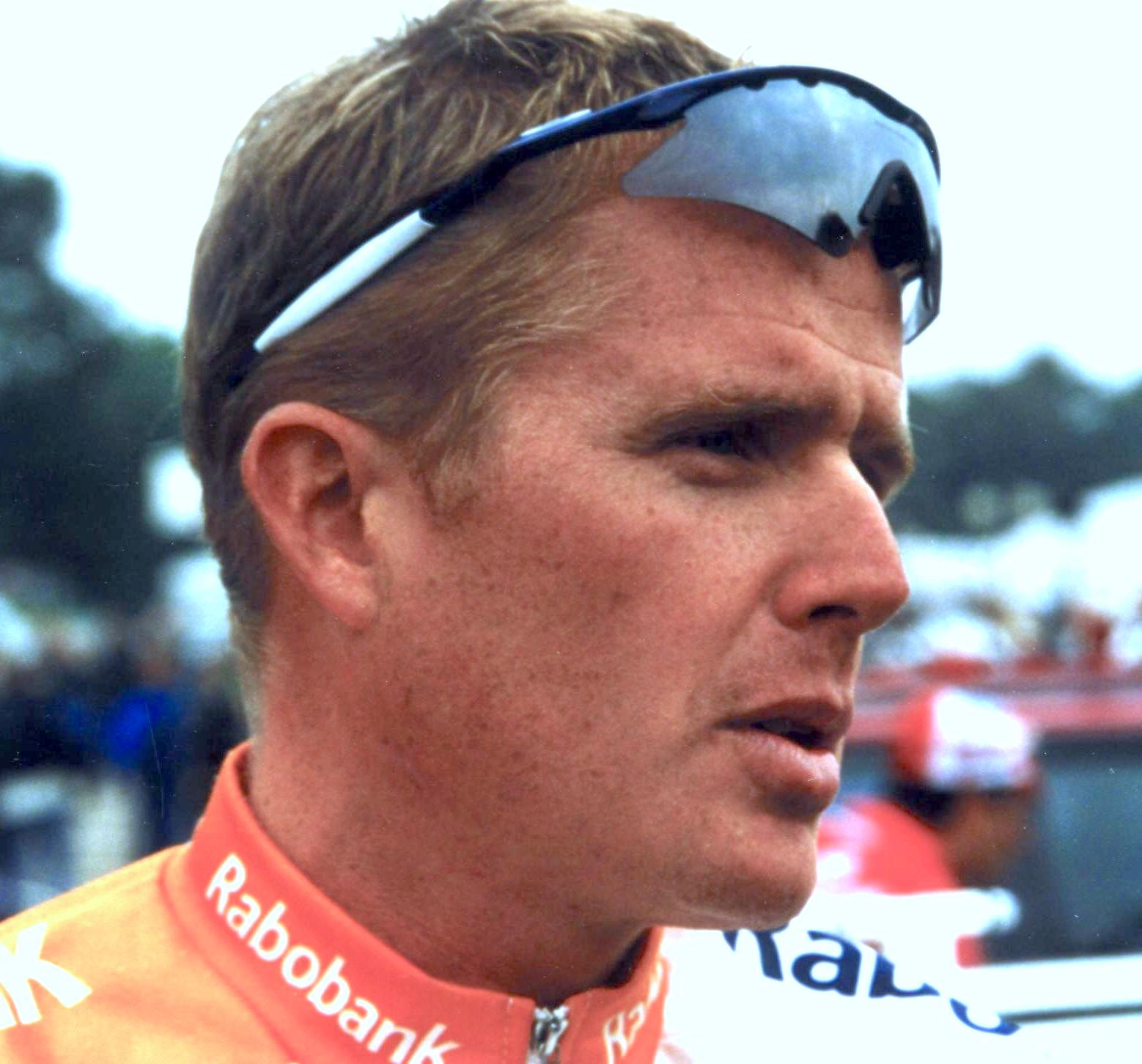
Rolf Sørensen lors du Paris-Tours 1998.

À la fin de la saison 1995, le nouveau sponsor de l'équipe devient l'institution bancaire néerlandaise Rabobank. Raas conserve la direction de l’équipe (qui porte le maillot distinctif blanc-orange-bleu), tandis que Theo de Rooy, Adri van Houwelingen et Joop Zoetemelk en deviennent les directeurs sportifs. L’équipe ne conserve que huit coureurs de l'équipe Novell et recrute des coureurs expérimentés tels que Adrie van der Poel, Erik Breukink, Rolf Sørensen et Johan Bruyneel, ainsi que d'autres coureurs plus jeunes comme Richard Groenendaal, Koos Moerenhout et le néo-professionnel australien Robbie McEwen. Jan Raas reste le chef de l'équipe pendant les huit premières années, avant d’être soudainement démis de ses fonctions en 2003.
Au cours de la première année avec le maillot Rabobank, l'équipe réalise une campagne de classiques catastrophique, ce qui provoque la colère de Raas. Le sponsor n'est pas satisfait par les résultats. Selon un coureur anonyme qui a témoigné en 2013, le médecin de l'équipe Geert Leinders leur présente en mai 1996 ce qu'est l'EPO, l'hématocrite, quels sont les dangers, les avantages et les effets secondaires. Lors du Tour de France, les Rabobank prennent de l'EPO pour la première fois, avec modération. L'équipe remporte deux étapes du Tour avec Boogerd et Sørensen, les Trois Jours de La Panne avec Ekimov, le titre national du contre-la-montre avec Dekker, le Tour des Pays-Bas avec Sørensen, ainsi que plusieurs étapes de courses mineures. Johan Bruyneel, en fin de carrière, abandonne sur le Tour de France. En 1997, Rolf Sørensen ramène le succès pour l'équipe sur une manche de Coupe du monde après six ans sans victoire, en remportant le Tour des Flandres. Le Danois mène également le classement individuel de la Coupe du monde pendant plusieurs mois, mais se fait dépasser par Michele Bartoli lors de la dernière épreuve pour seulement cinq points. Au cours de la même saison, Breukink devient champion des Pays-Bas, Dekker gagne le Tour des Pays-Bas, tandis que Léon van Bon et Max van Heeswijk (arrivé de chez Motorola) remportent chacun une étape du Tour d'Espagne. Recruté pour viser le général des grands tours à la suite de sa 5e place sur le Tour 1996, Peter Luttenberger n'est pas à la hauteur des attentes. Toujours en 1997, est créée l'équipe espoirs de Rabobank sous le nom de Rabobank Beloften (Rabobank Espoirs). À l'issue d'une première saison jugée satisfaisante, la société Rabobank, sponsor de l'équipe, prolonge et étend son engagement en créant une équipe juniors, dirigée par Frans Maassen, et une équipe espoirs, dirigée par Nico Verhoeven.
En 1998, Léon van Bon a remporté la HEW Cyclassics à Hambourg, une manche de la Coupe du monde, et une étape du Tour de France. Boogerd remporte le Semaine catalane et le titre national en ligne, Patrick Jonker devient champion des Pays-Bas du contre-la-montre, Sørensen gagne son deuxième Tour des Pays-Bas. Michael Boogerd devient le leader de l'équipe pour les grandes courses par étapes et obtient une surprenante 5e place sur le Tour de France, marqué par l'affaire Festina. Cependant, à l'exception d'une dixième place en 2001, il ne parviendra pas à confirmer sur les grands tours les années suivantes.
En 1999, Michael Boogerd se met en évidence, parvenant à remporter Paris-Nice (devant son coéquipier Markus Zberg), l'Amstel Gold Race (qui est une manche de la Coupe du monde) et le Tour d'Émilie. Marc Wauters et Markus Zberg participent aux bons résultats : le premier gagne le Prudential Tour, le Tour de Luxembourg et Paris-Tours (qui est une manche de la Coupe du monde), tandis que le second, en plus de nombreuses places d'honneur sur les classiques (qui ont contribué, avec les triomphes de Boogerd et Wauters, à la victoire de la Rabobank dans le classement par équipes de la Coupe du monde), s'adjuge Milan-Turin. Sur les courses par étapes, Beat Zberg termine deuxième du Tour de Romandie. Enfin, Robbie McEwen remporte la dernière étape du Tour de France au sprint, pour sa dernière saison dans l'équipe.

#### 2000-2003: les années Dekker et le renouvellement de l'effectif

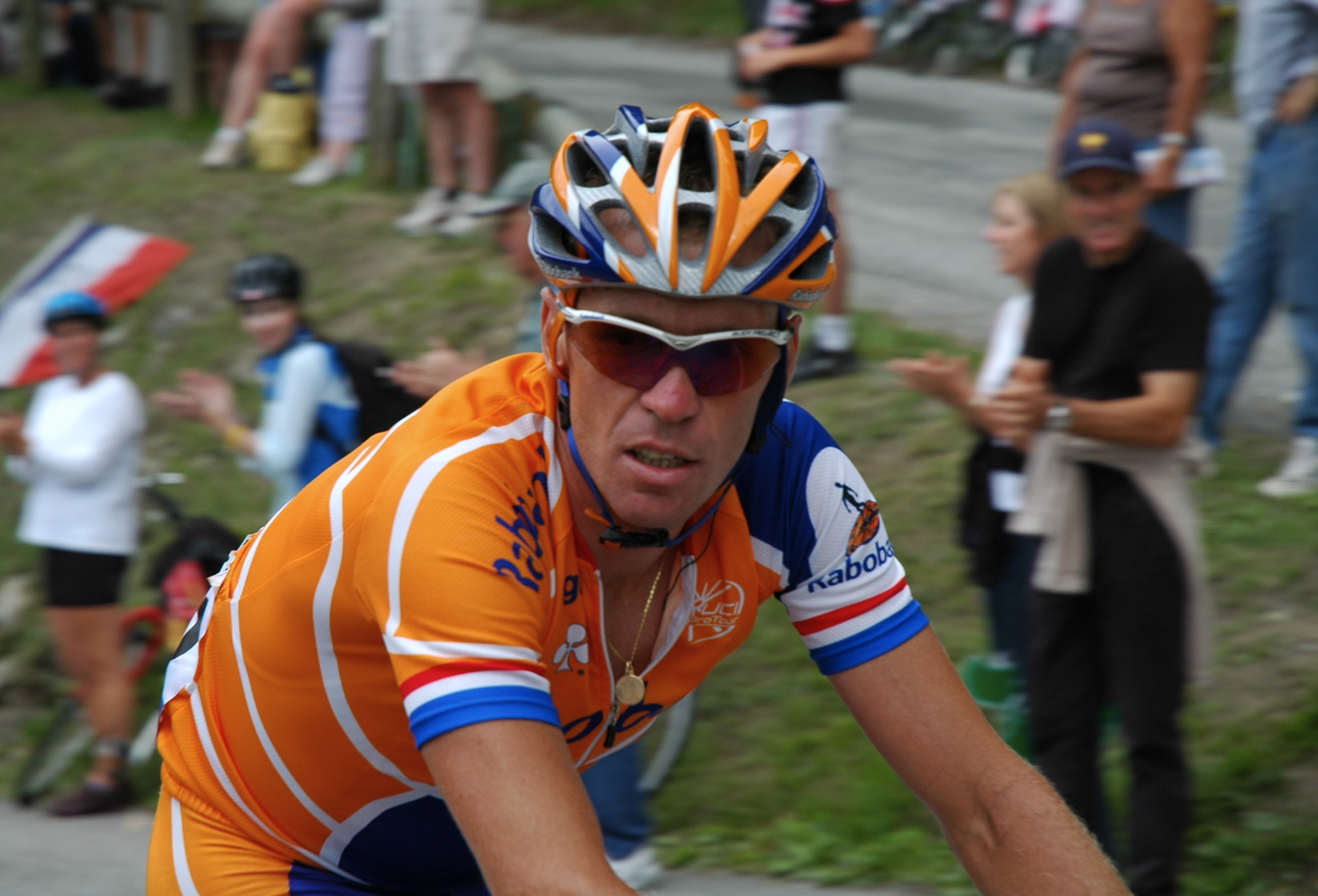
Erik Dekker lors du Tour de France 2005.

L’année 2000 marque les débuts de l'équipe sur le Tour d'Italie. Cette saison voit surtout se distinguer Erik Dekker qui remporte trois étapes du Tour de France, la Classique de Saint-Sébastien (qui est une manche de la Coupe du monde) et le titre national du contre-la-montre. Markus Zberg et Léon van Bon deviennent champions nationaux sur la course en ligne - ce dernier remporte également une étape du Tour de France - tandis que Sørensen gagne le Tour du Danemark. En 2001, Dekker est toujours le coureur le plus prolifique. Il remporte le classement individuel de la Coupe du monde (Rabobank remporte pour la deuxième fois après 1999 le classement par équipes) grâce à son succès sur l'Amstel Gold Race, sa deuxième place du Tour des Flandres et sa troisième place sur la HEW Cyclassics. Boogerd remporte la Semaine catalane et la Flèche brabançonne, Markus Zberg le Grand Prix de Francfort, Marc Wauters et Dekker deux étapes du Tour de France et Beat Zberg (le frère de Markus) une étape du Tour d'Espagne.
En 2002, l'équipe espoirs devient une équipe de troisième division UCI (GSIII). Au début d'année, le PDG Bert Heemskerk invite les dirigeants de l'équipe à viser une place sur le podium du Tour. Dans ce but, l'Américain Levi Leipheimer rejoint l'équipe, en provenance de l'US Postal Service où il était un coéquipier de longue date de Lance Armstrong. L'Américain, âgé de 28 ans, s'est classé troisième de la Vuelta l'année précédente. Pour sa première participation au Tour de France, il ne se classe que huitième, tandis que Boogerd et Karsten Kroon remportent chacun une étape. La Rabobank n'obtient aucun succès sur la Coupe du monde. Erik Dekker remporte le classement final de Tirreno-Adriatico et le titre national du contre-la-montre. En 2003, le double champion du monde Oscar Freire et Robert Hunter arrivent en provenance de la Mapei-Quick Step et le grimpeur Michael Rasmussen de CSC-Tiscali. Le recrutement de ce dernier est réalisé malgré un courriel de Bjarne Riis pour Raas, dans lequel il exprime sa suspicion concernant Rasmussen. Au cours de l'année, Freire gagne de nombreuses courses au sprint, tandis que Rasmussen, issu du VTT, termine cette année-là septième et meilleur grimpeur du Tour d'Espagne, où il gagne une étape. Leipheimer abandonne dès la première étape du Tour de France. Boogerd, grâce à plusieurs bonnes performances sur les classiques (deuxième de l'Amstel Gold Race, troisième de Liège-Bastogne-Liège, quatrième du Championnat de Zurich) termine deuxième de la Coupe du monde.

#### 2004-2007: les succès avec Menchov, Freire et Rasmussen

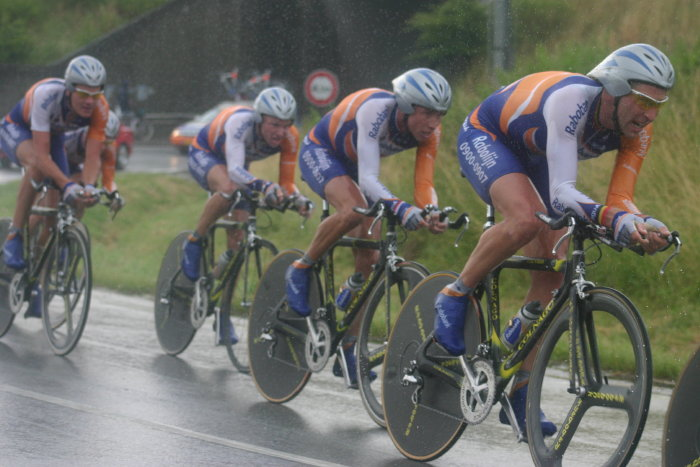
L'équipe Rabobank sur le Tour de France 2004.

Fin 2003, après huit saisons à la tête de l'équipe Jan Raas est brusquement licencié par Rabobank, ce qui surprend les autres membres du personnel, notamment Theo De Rooy, ainsi que les coureurs Erik Dekker et Michael Boogerd. De Rooy est promu chef d’équipe et l'ancien coureur de Rabobank, Erik Breukink, qui travaillait à cette époque en tant que spécialiste des relations publiques, est nommé nouveau directeur sportif en remplacement de De Rooy. Au cours de l'année 2004, les coureurs blanc-orange-bleu obtiennent plusieurs grands succès. Oscar Freire remporte au sprint Milan-San Remo, une étape du Tour d'Espagne et devient pour la troisième fois champion du monde sur le circuit de Vérone. Dekker s'impose sur Paris-Tours (une des manches de ce qui sera la dernière Coupe du monde), lors du championnat des Pays-Bas et du Tour des Pays-Bas. Après une décevante neuvième place sur le Tour de France, l'équipe laisse partir Levi Leipheimer chez Gerolsteiner, n'ayant toujours pas obtenu de podium sur un grand tour.
Rabobank fait alors confiance à deux autres coureurs pour les courses par étapes : Michael Rasmussen et le Russe Denis Menchov âgé de 26 ans et meilleur jeune du Tour de France 2003, qui intègre l'équipe en 2005 en provenance de la Banesto. Cette saison 2005 voit la naissance d'un nouveau circuit professionnel : l'UCI ProTour, qui remplace la Coupe du monde. La Rabobank fait partie des vingt équipes inscrites, leur permettant de participer à toutes les grandes compétitions mondiales. Le Tour de France décevant de Menchov est rattrapé par la septième place de Rasmussen, également meilleur grimpeur et vainqueur d'étape. Pieter Weening gagne également une étape en baroudeur, tandis que le champion du monde en titre, Freire, remporte Tirreno-Adriatico et la Flèche brabançonne. Menchov est la principale surprise de l'année avec une deuxième place sur le Tour d'Espagne. Il remporte les première et neuvième étapes, deux étapes contre-la-montre et malgré le fait qu'il n'est pas à sa disposition une équipe capable de le soutenir efficacement dans les étapes de montagne, il se classe à la deuxième place après s'être également habillé du maillot or de leader pendant six jours. Il s'agit du meilleur résultat sur un grand tour pour l'équipe depuis sa création. Cependant en novembre, le vainqueur Roberto Heras, est disqualifié pour un contrôle positif à l'EPO. Menchov et la Rabobank récupèrent la victoire, mais elle est réattribuée en 2012 à Heras en raison d'irrégularités dans l'analyse des échantillons incriminés,,,.
En 2006, Rasmussen est de nouveau meilleur grimpeur et vainqueur d'étape sur le Tour de France. Menchov est cinquième du classement final après la disqualification de Floyd Landis et l'équipe finit avec 4 victoires d'étapes (une pour Rasmussen, une pour Menchov, deux pour Óscar Freire). Sur les courses du ProTour, Thomas Dekker gagne à 21 ans Tirreno-Adriatico et Freire la Vattenfall Cyclassics. Michael Boogerd est pour la troisième fois champion des Pays-Bas. En 2005 et 2006, la Rabobank se classe troisième du classement par équipes du ProTour.
En 2007, Óscar Freire gagne son deuxième Milan-San Remo et Thomas Dekker confirme en remportant le Tour de Romandie. Sur le Tour de France, Michael Rasmussen gagne deux étapes et porte le maillot jaune pendant une dizaine de jours, mais un faisceau de présomptions de dopage pousse son équipe à le retirer de l'épreuve, alors qu'il est en passe de gagner la course. Peu avant le Tour, en juin, il avait menti sur sa localisation, échappant ainsi à deux contrôles antidopage. Plusieurs années après la fin de sa carrière, au début des années 2010, Rasmussen a reconnu qu'il s'était dopé pendant douze ans et que toute l'équipe Rabobank était dopée sur ce Tour. Theo de Rooy démissionne de son poste de directeur général. Un peu plus tard dans la saison, Menchov remporte le Tour d'Espagne avec plus de trois minutes d'avance sur Carlos Sastre. Il s'agit du premier succès au général sur un grand tour pour l'équipe. Il gagne une étape, le classement de la montagne, le classement du combiné et porte le maillot de leader pendant treize jours. Freire ajoute trois succès d'étapes sur la course.

#### 2008-2012: la victoire au Giro et les dernières années de Rabobank

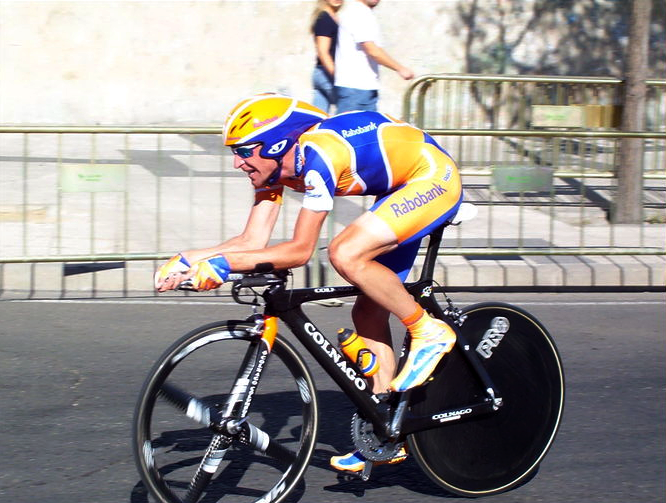
Menchov pendant la 8e étape du Tour d'Espagne 2007.

Pour la saison 2008, l'équipe décide de se concentrer sur les classements généraux des grands tours avec Denis Menchov. Sur le Tour d'Italie, le Russe termine cinquième sans être en mesure de viser la victoire. Il est ensuite quatrième du Tour de France, puis troisième après la disqualification de Bernhard Kohl. Son coéquipier Oscar Freire gagne une étape et le classement par points du Tour. Il remporte également Gand-Wevelgem et une étape du Tour d'Espagne. Cette course est aussi l'occasion de voir le jeune grimpeur Robert Gesink disputer son premier grand tour. À 22 ans, il se classe septième du général. Le spécialiste du cyclo-cross Lars Boom devient double champion des Pays-Bas sur route (course en ligne et contre-la-montre). L'équipe termine dixième du classement ProTour, son plus mauvais classement depuis 1996.
En 2009, la Rabobank remporte son premier succès historique au Tour d'Italie, grâce à Denis Menchov. Présenté comme l'un des favoris, il s'adjuge l'étape de l'Alpe di Siusi et une semaine plus tard, le contre-la-montre de Riomaggiore. Il porte le maillot rose après ce deuxième succès et le conserve jusqu'au bout. Il offre ainsi à Rabobank une deuxième victoire en grand tour, après la Vuelta 2007. Juan Manuel Gárate gagne une étape du Tour de France et Lars Boom du Tour d'Espagne. L'équipe termine neuvième du classement mondial.
L'année suivante, Menchov fait l'impasse sur le Tour d'Italie pour viser le Tour de France. Dans cette Grande Boucle, il reste toujours parmi les meilleurs dans les ascensions et termine troisième de l'épreuve, dépassant Samuel Sánchez lors du dernier contre la montre. En 2012, après la disqualification d'Alberto Contador, il se voit attribuer la deuxième place derrière Andy Schleck, mais Menchov est à son tour déclassé pour dopage en 2014. L'équipe brille sur les classiques : Óscar Freire gagne son troisième Milan-San Remo et Paris-Tours, tandis que Robert Gesink s'adjuge le Grand Prix de Montréal. L'équipe est troisième du classement mondial et Robert Gesink sixième du classement individuel.
À la fin de la saison 2010, Menchov quitte Rabobank pour rejoindre Geox-TMC. En 2011, l'équipe s'appuie sur une génération de jeunes grimpeurs néerlandais pour les grands tours : Steven Kruijswijk, Robert Gesink et Bauke Mollema. Le premier est huitième du Tour d'Italie, le deuxième participe au Tour de France avec des ambitions de podium, mais doit se contenter de la 33e place à la suite d'une chute, tandis que le troisième, après avoir participé au Tour, termine quatrième et remporte le classement par points du Tour d'Espagne. Luis León Sánchez, nouvellement recruté, gagne une étape du Tour et devient champion d'Espagne du contre-la-montre et Pieter Weening une étape du Giro.
L'année suivante est la dernière saison du sponsor Rabobank, qui se retire en fin d'année à la suite des révélations du dopage dans l'équipe durant de nombreuses années. Luis León Sánchez remporte à nouveau une étape du Tour, conserve son titre de champion d'Espagne du contre-la-montre et s'adjuge la Classique de Saint-Sébastien. Lars Boom gagne l'Eneco Tour et l'équipe se classe huitième du World Tour.

### 2013-2014: Blanco/Belkin

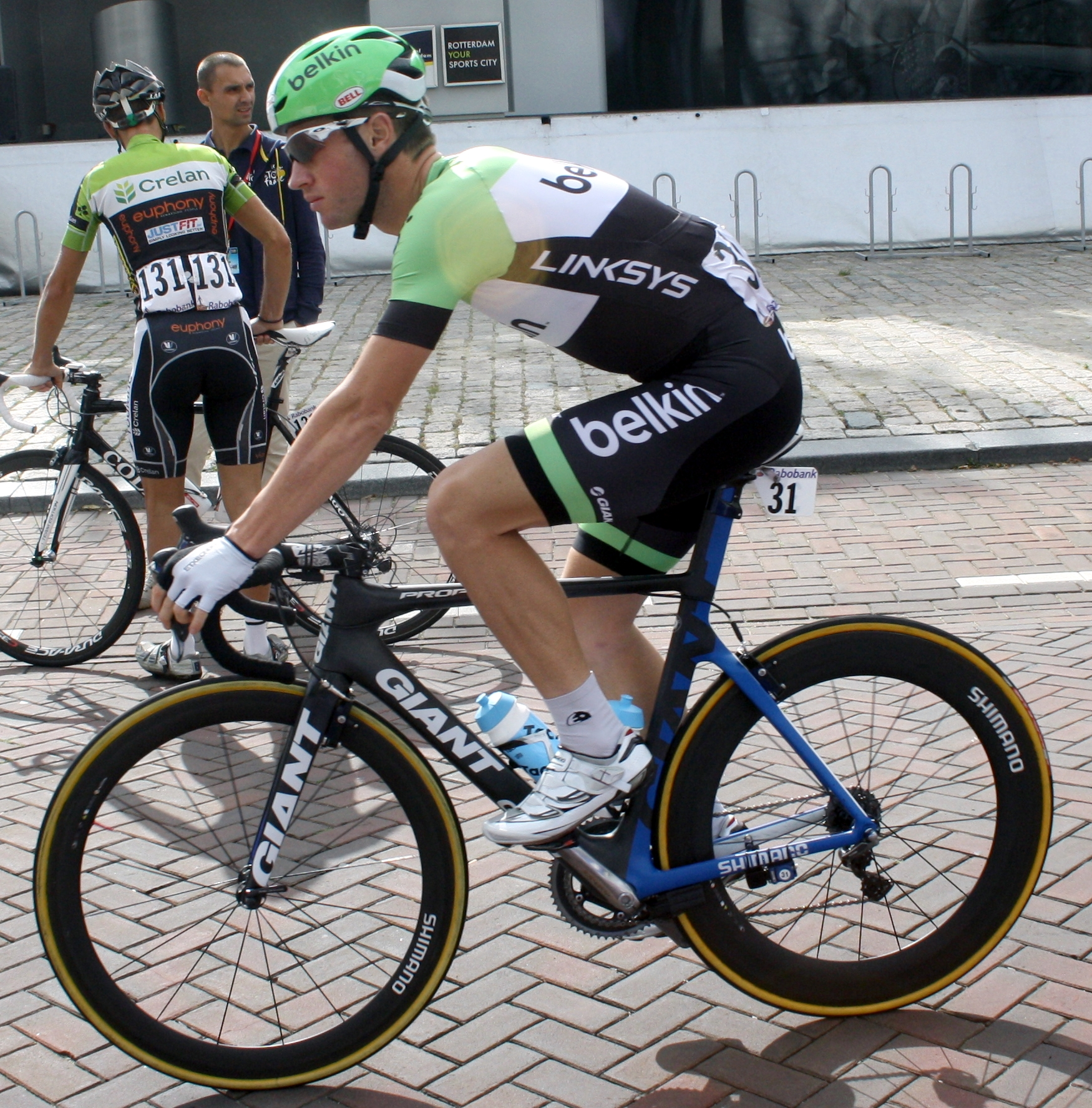
Mark Renshaw avec le maillot Belkin en 2013

L'équipe peut continuer à courir en 2013 car Rabobank accepte de la financer jusqu'à ce qu'un nouveau sponsor soit trouvé. La date limite pour trouver un nouveau parrainage est fixé à la fin de l'UCI World Tour 2013. Elle court en début d'année sous le nom de Blanco Pro Cycling Team pour faire référence à son statut de formation sans sponsor officiel. Richard Plugge est le nouveau directeur général. Il succède à Harold Knebel le 1er janvier 2013. Dès janvier, Tom-Jelte Slagter crée la surprise en remportant le Tour Down Under. En avril, la recrue Sep Vanmarcke se classe deuxième de Paris-Roubaix. Le 29 juin 2013, l'équipe Blanco devient Belkin, le partenariat avec ce groupe de matériel informatique américain est signé pour deux ans et demi. En deuxième partie de saison, Bauke Mollema termine sixième du Tour de France et gagne une étape du Tour d'Espagne, tandis que Robert Gesink s'impose sur le Grand Prix de Québec.
En 2014, Sep Vanmarcke est troisième du Tour des Flandres et quatrième de Paris-Roubaix. Wilco Kelderman est septième du Tour d'Italie et Laurens ten Dam neuvième du Tour de France, où Lars Boom gagne l'étape des pavés. En juin, la société Belkin exerce une clause prévue au contrat et annonce qu'elle arrête de sponsoriser l'équipe à l'issue de la saison 2014, ce qui oblige l'équipe à trouver un nouveau sponsor pour la deuxième fois en 18 mois. Par la suite, en juillet, il est annoncé que l'équipe a signé une déclaration d'intention officielle avec la loterie néerlandaise et l'agence de marketing BrandLoyalty, garantissant leur soutien pendant deux ans, avec une option pour deux autres. Dans le cadre de cet accord, l’équipe cycliste s'unit à l’équipe de patinage de vitesse BrandLoyalty dirigée par Jac Orie et composée notamment des champions olympique et mondial, Sven Kramer et Stefan Groothuis,.

### 2015-2018: Lotto NL-Jumbo

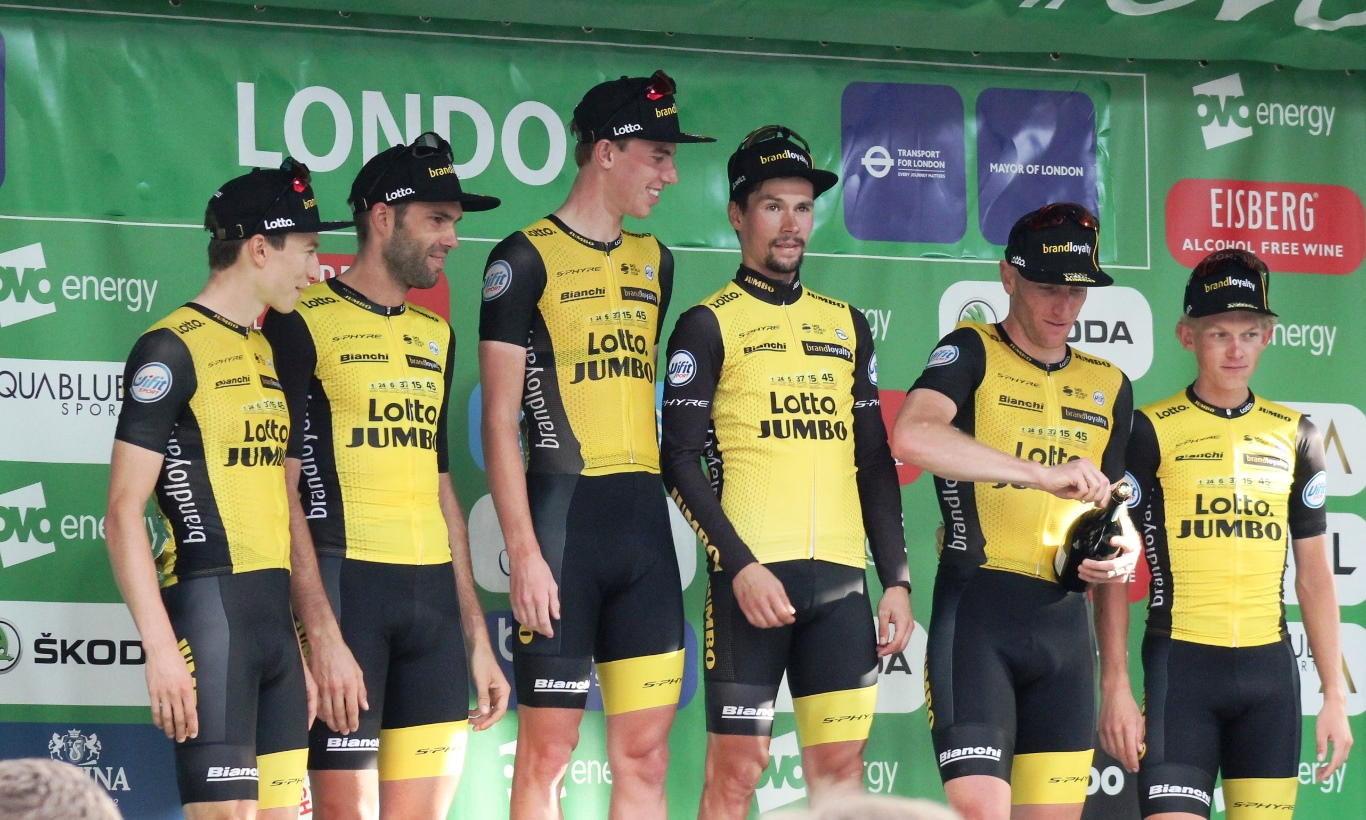
L'équipe Lotto NL-Jumbo lors du Tour de Grande-Bretagne 2018.

À partir de la saison 2015, l'équipe est renommée Lotto NL-Jumbo, du nom de ses deux nouveaux sponsors : la loterie nationale néerlandaise et la chaîne de supermarchés Jumbo. Outre les 18 coureurs membres de Belkin en 2014, plusieurs coureurs rejoignent l'effectif en 2015 : les Néerlandais Bert-Jan Lindeman, Mike Teunissen et Timo Roosen de l'équipe réserve Rabobank Development, les Belges Tom Van Asbroeck (Topsport Vlaanderen-Baloise) et Kevin De Weert de l'équipe Quick Step, ainsi que le Néo-Zélandais George Bennett de l'équipe Liquigas-Cannondale. L'équipe se sépare également de douze coureurs, dont Lars Boom et Bauke Mollema. En pleine reconstruction, elle réalise la plus mauvaise saison de son histoire, avec seulement six victoires, dont une étape du Tour d'Espagne pour Bert-Jan Lindeman et le titre national du contre-la-montre pour Wilco Kelderman. L'équipe se classe quatorzième du World Tour, grâce notamment aux deux tops 10 sur le Giro (Steven Kruijswijk 7e) et le Tour (Robert Gesink 6e).
En 2016, l'équipe entame sa reconstruction en recrutant des coureurs prometteurs, Victor Campenaerts, Dylan Groenewegen et Primož Roglič. Le sprinteur Groenewegen remporte à lui seul onze des dix-huit succès de la saison, dont le titre national. Sep Vanmarcke est troisième du Tour des Flandres et quatrième de Paris-Roubaix. En mai, lors du Tour d'Italie où Roglič gagne une étape, Steven Kruijswijk prend le maillot rose de leader au terme de la quatorzième étape. Il le conserve cinq jours, mais chute dans la descente du col Agnel et perd du temps sur les autres leaders. Il doit se contenter de la quatrième place finale. Lors du premier jour de repos du Tour de France, l'équipe annonce que Lotto NL prolonge le parrainage de l'équipe jusqu'à la fin de la saison 2018. Robert Gesink gagne une étape du Tour d'Espagne et se classe septième du Tour de Lombardie. L'équipe Rabobank Development disparaît à la fin de 2016 en raison du retrait du parrainage de la banque Rabobank.
Lors de la saison 2017, George Bennett remporte le Tour de Californie, nouvellement promu au niveau World Tour. Primož Roglič gagne quatre étapes sur le circuit World Tour, dont une sur le Tour de France. Il réalise plusieurs tops 5 sur les courses d'une semaine, dont une troisième place sur le Tour de Romandie. Jos van Emden gagne sur le Giro, tandis que le sprinteur Dylan Groenewegen s'impose sur les Champs Élysées lors de la dernière étape du Tour. Avec le départ de Sep Vanmarcke, l'équipe ne réalise aucun résultat lors des grandes classiques. À la fin de la saison 2018, Lotto NL quitte la discipline et Jumbo devient le sponsor principal.
La saison 2018 est marquée par les bonnes performances de Primož Roglič (huit succès) et Dylan Groenewegen (quatorze victoires) qui s'installent comme les leaders de l'effectif. Au total, elle compte 33 victoires, soit sept de mieux qu'en 2017 et quatorze de plus qu'en 2016. Roglič remporte coup sur coup le Tour du Pays basque, le Tour de Romandie et le Tour de Slovénie. Lors du Tour de France, il gagne une étape et se classe finalement quatrième du général, juste devant son coéquipier Steven Kruijswijk. Le sprinteur Groenewegen accumule les succès sur le circuit UCI Europe Tour et s'impose à deux reprises sur le Tour de France. Enrico Battaglin gagne une étape du Tour d'Italie, où George Bennett se classe huitième du général. Lors du Tour d'Espagne, Kruijswijk échoue lui aussi au pied du podium, à la quatrième place.

### 2019-2021: les victoires tout-terrain de Roglič, van Aert et Vingegaard

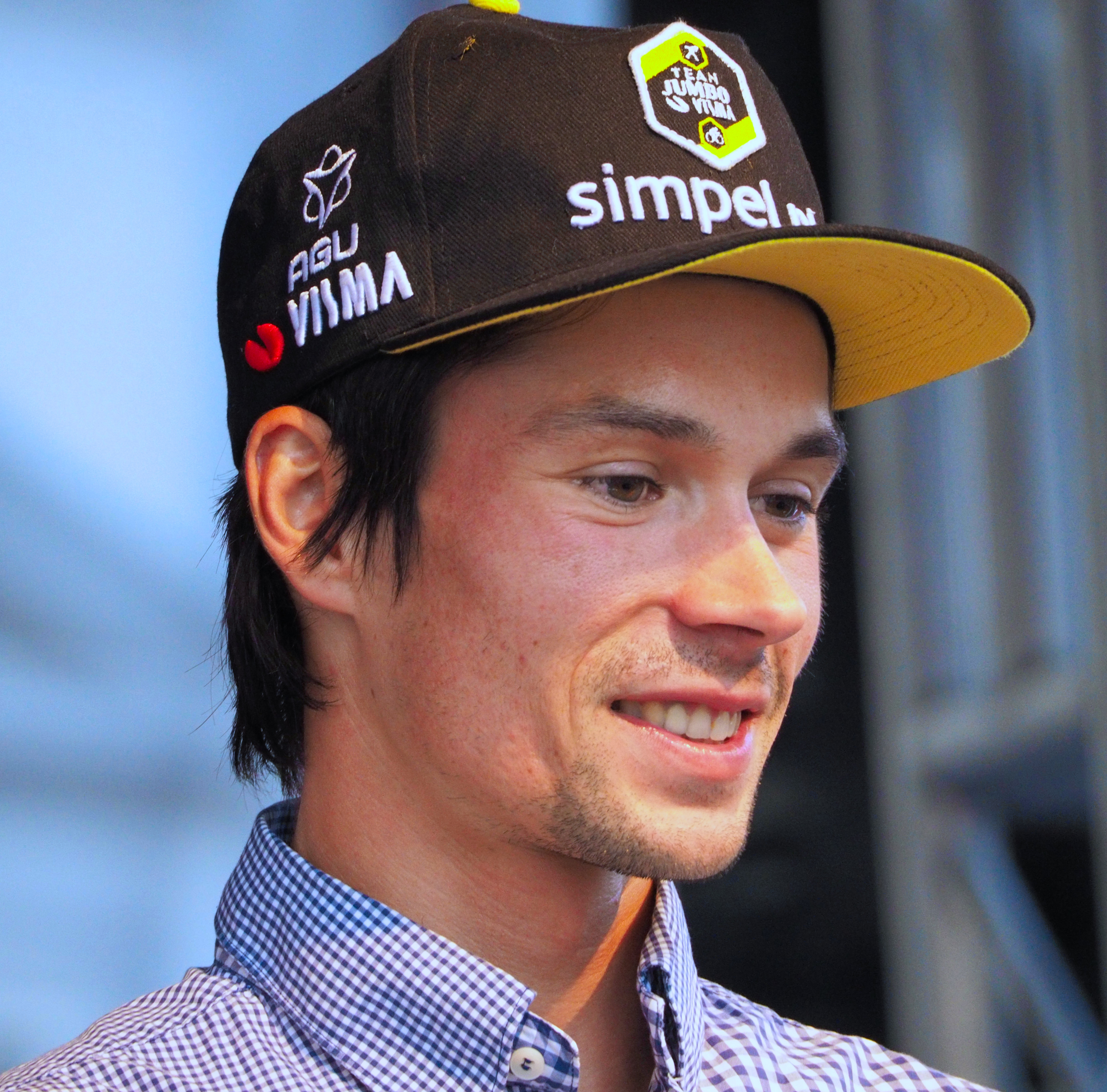
Primož Roglič remporte le Tour d'Espagne en 2019 et 2020 et termine numéro un mondial ces deux saisons.

Outre le grimpeur Laurens De Plus et le rouleur Tony Martin, l'équipe recrute deux coureurs en 2019 pour briller sur les classiques (le point faible de l'équipe les saisons précédentes), à savoir Mike Teunissen et Wout van Aert. Avec 52 succès et une troisième place mondiale, Jumbo-Visma réalise sa meilleure saison depuis les années 2000. L'équipe brille sur les courses par étapes et particulièrement les grands tours. Vainqueur du Tour d'Espagne (le premier succès depuis 10 ans sur un grand tour pour l'équipe) et troisième du Tour d'Italie, Primož Roglič termine l'année numéro un mondial avec au total treize succès. Quasiment intouchable, il gagne également l'UAE Tour, Tirreno-Adriatico, le Tour de Romandie, le Tour d'Émilie et des Trois vallées varésines. Sur le Tour de France, Steven Kruijswijk monte également sur le podium avec sa troisième place finale. Au total, sur les trois grands tours, la formation néerlandaise s'adjuge huit étapes (deux en Italie, quatre en France et deux en Espagne) et porte le maillot de leader sur chacun. Le sprinteur Dylan Groenewegen termine meilleur marqueur de la saison avec 15 succès, dont les Trois Jours de Bruges-La Panne (course World Tour). Sur les monuments, Jumbo-Visma décroche comme meilleur résultat une sixième place sur Milan-San Remo avec Wout van Aert. Celui-ci se classe également deuxième de l'E3 BinckBank Classic et troisième des Strade Bianche. Laurens De Plus s'adjuge le BinckBank Tour, sa première course World Tour.
Entre 2019 et 2020, l'équipe double son budget (de 9 à 18 millions d'euros). En 2020, Tom Dumoulin, le vainqueur du Tour d'Italie 2017, est recruté pour former un trio avec Roglič et Kruijswijk. En parallèle, elle annonce la création d'une équipe espoirs, la Jumbo-Visma Development, composée d'une dizaine de coureurs principalement néerlandais. Cette saison 2020 est la meilleure de l'histoire de la structure. L'équipe termine numéro 1 mondiale avec 23 victoires, dont plusieurs très prestigieuses. Encore une fois numéro 1 mondial, Primož Roglič domine la saison et apporte des succès tout terrain. Vainqueur du Tour de l'Ain, il abandonne le Critérium du Dauphiné après une chute la veille de l'arrivée alors qu'il porte le maillot jaune. Grand favori du Tour de France, il domine la course et porte le maillot jaune pendant 11 jours avant de le céder la veille de l'arrivée à son compatriote Tadej Pogačar lors du contre-la-montre de la Planche des Belles Filles. Quelques jours plus tard, il remporte Liège-Bastogne-Liège, son premier Monument, puis il gagne un deuxième Tour d'Espagne, où il décroche également quatre victoires d'étapes et le classement par points. L'autre leader Wout van Aert gagne de son côté les Strade Bianche, Milan-San Remo, une étape du Critérium du Dauphiné et deux étapes du Tour de France. Il est également deuxième du Tour des Flandres. George Bennett termine deuxième du Tour de Lombardie, ce qui signifie que les coureurs de l'équipe ont terminé dans les deux premiers de chacun des 4 Monuments organisés cette saison.

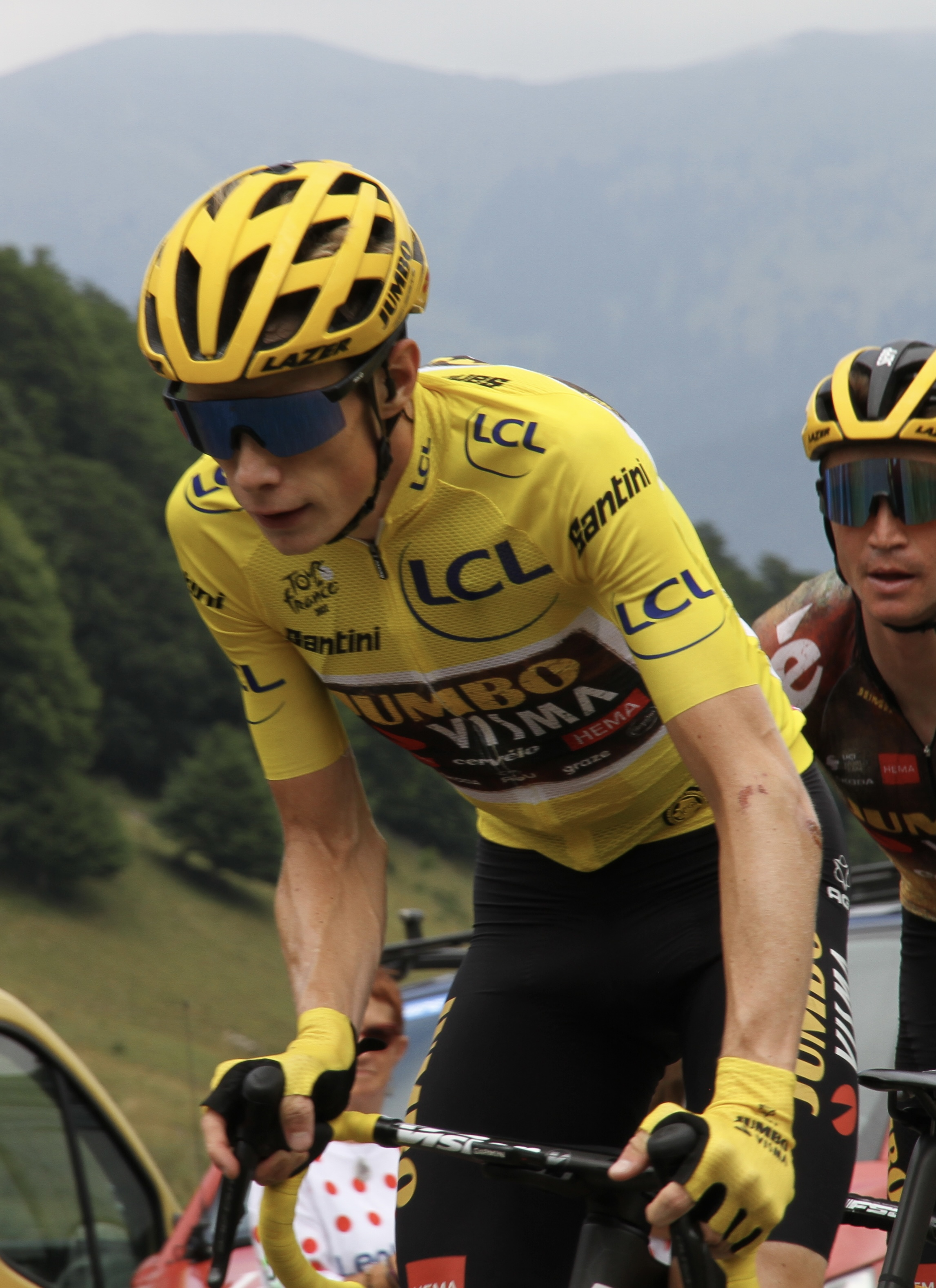
Jonas Vingegaard vainqueur du Tour de France en 2022 et 2023.

Lors de la saison 2021, l'équipe comptabilise 43 succès et redescend à la troisième place du classement mondial. Comme les saisons précédentes, Wout van Aert et Primož Roglič, respectivement deuxième et troisième au classement mondial, apportent l'essentiel des résultats de l'équipe. Si l'année de Roglič est marquée par la malchance - des chutes lui ont coûté la victoire sur Paris-Nice et l'ont forcé à un abandon précoce sur le Tour de France - mais il a tout de même terminé la campagne en tant que champion olympique du contre-la-montre et avec une troisième victoire sur le Tour d'Espagne en autant d'apparitions. Il a également remporté le Tour du Pays basque, ainsi que Milan-Turin et terminé deuxième de la Flèche wallonne. De son côté, van Aert s'adjuge Gand-Wevelgem et l'Amstel Gold Race. Il se classe deuxième de Tirreno-Adriatico (où il gagne deux étapes), troisième de Milan-San Remo et s'illustre sur le Tour de France avec trois autres victoires sur des terrains variés. Il est également deuxième de la course en ligne des Jeux olympiques et du championnat du monde du contre-la-montre. Jonas Vingegaard se révèle comme l'un des leaders de l'équipe. Deuxième du Tour du Pays basque derrière Roglič, il est nommé leader de l'équipe sur le Tour après l'abandon de ce dernier et termine la course à la deuxième place du général. Sepp Kuss remporte une étape du Tour et se classe huitième de la Vuelta, tandis que Tobias Foss termine neuvième du Giro.

### Depuis 2022: domination sur le cyclisme mondial
En 2022, la Jumbo-Visma redevient numéro 1 mondiale à l'issue d'une saison historique où elle remporte 49 succès, dont son premier Tour de France après 32 ans d'existence grâce Jonas Vingegaard. Lors de ce Tour de France, l'équipe décroche six succès d'étapes, ainsi que les maillots jaune et de meilleur grimpeur pour Vingegaard et le maillot vert du classement par points pour Wout van Aert. Lors du Tour d'Italie, Koen Bouwman s'adjuge deux victoires d'étapes et le maillot bleu de meilleur grimpeur. En revanche, Primož Roglič échoue à remporter un quatrième Tour d'Espagne et doit abandonner sur chute après avoir gagné une étape, ainsi que le contre-la-montre par équipes. Roglič remporte tout de même Paris-Nice et le Critérium du Dauphiné, devant Vingegaard, qui se classe également deuxième de Tirreno-Adriatico. Sur les classiques, Wout van Aert ajoute à son palmarès le Circuit Het Nieuwsblad, l'E3 Saxo Bank Classic et la Bretagne Classic, ainsi qu'une deuxième place sur Paris-Roubaix.
La saison 2023 fait entrer l'équipe Jumbo-Visma dans l'histoire du cyclisme. Elle devient la première équipe à remporter les trois grands tours la même année. Elle réalise cet exploit avec trois coureurs différents : Primož Roglič au Tour d'Italie, Jonas Vingegaard au Tour de France et Sepp Kuss au Tour d'Espagne. Lors du Giro, Roglič, grand favori, surmonte une chute pour remporter son quatrième grand tour lors d'un ultime chrono décisif. Sur le Tour de France, Vingegaard domine la compétition après une intense bataille avec Tadej Pogačar, creusant des écarts lors du contre-la-montre de Combloux et confirmant sa victoire sur le Col de la Loze. Au début de la Vuelta, bien que Vingegaard et Roglič sont considérés comme les leaders, c'est Sepp Kuss qui s'impose devant eux, pour un podium 100% Jumbo-Visma historique. En plus de ce triplé sur les grands tours, l'équipe remporte également cinq courses par étapes sur le World Tour : Tirreno-Adriatico et le Tour de Catalogne pour Roglič, le Tour du Pays basque et le Critérium du Dauphiné pour Vingegaard, ainsi que le Tour du Guangxi pour Milan Vader. Sur les courses d'un jour, Dylan van Baarle gagne le Circuit Het Nieuwsblad, tandis que Christophe Laporte remporte Gand-Wevelgem et À travers les Flandres. Wout van Aert s'impose lors de l'E3 Saxo Bank Classic, mais doit se contenter de podium sur les Monuments. De son côté, le sprinteur Olav Kooij décroche 13 victoires, dont 4 en World Tour. Avec un total de 69 victoires au cours de l'année, la Jumbo-Visma termine numéro 1 mondiale. 
Pour 2024, l'équipe est renommée Team Visma-Lease a Bike. Elle doit composer avec le départ de Primož Roglič, qui est remplacé par les recrutements de Matteo Jorgenson et Cian Uijtdebroeks. L'équipe termine deuxième du classement mondial, avec 32 succès, malgré plusieurs blessures de ses leaders Jonas Vingegaard et Wout van Aert. Vingegaard gagne Tirreno-Adriatico et le Tour de Pologne, où Wilco Kelderman monte également sur le podium à la troisième place. Il se classe deuxième du Tour de France derrière un intouchable Tadej Pogačar, mais parvient à remporte une étape. Jorgenson réalise une saison performante en remportant Paris-Nice et À travers les Flandres, puis en se classant deuxième du Critérium du Dauphiné et huitième du Tour de France. Olav Kooij décroche huit succès dont la Cyclassics Hamburg et une étape du Tour d'Italie. De son côté, Jan Tratnik remporte le Circuit Het Nieuwsblad, Christophe Laporte sauve sa saison avec une victoire sur Paris-Tours et une médaille aux Jeux olympiques. Per Strand Hagenes est troisième du Renewi Tour, la même place que Tiesj Benoot sur l'Amstel Gold Race. Victime de deux grosses blessures, Wout van Aert gagne trois étapes du Tour d'Espagne et se contente de podiums sur l'E3 Saxo Bank Classic, le Circuit Het Nieuwsblad et aux Jeux olympiques, tandis que Sepp Kuss déçoit. 
En 2025, Simon Yates fait son arrivée dans l'effectif.

## L'équipe et le dopage

### Avant 1998
Adrie van der Poel est contrôlé positif à l'éphédrine lors de la Semaine sicilienne 1984, affirmant que ce contrôle est dû à un médicament contre le rhume. Il est disqualifié, condamné à une amende et suspendu trois mois,,.
En janvier 2000, dans l'émission de télévision néerlandaise Reporter, Maarten Ducrot (membre de l'équipe en 1987 et 1988) reconnait avoir utilisé durant sa carrière de la cortisone et de la testostérone, ainsi que du synacthen, « un très mauvais médicament », qu'il regrette toujours d'avoir utilisé. Il ajoute qu'il utilisait le synacthen en 1982 alors qu'il était amateur,. En juin 2009, un autre coureur de l'équipe de ces années, Gert Jakobs (1987-1989) admet avoir utilisé de l'EPO durant sa carrière.
Contrôlé après le Grand Prix E3 en mars 1992, Ludo De Keulenaer a laissé tomber la bouteille d'urine qu'il portait et a été disqualifié du résultat final. Il a été licencié par son équipe. De Keulenaer a ensuite déclaré à la presse qu'il s'était dopé tout au long de sa carrière,. Le médecin de l'équipe Geert Leinders introduit l'EPO dans l'équipe lors du Tour de France 1996.
En juillet 2007, sur la chaîne de télévision néerlandaise NOS, Jans Koerts avoue avoir utilisé des produits dopants durant sa carrière. Dans l'interview, il décrit l'utilisation de l'EPO à Rabobank en 1997 et la réception de comprimés salins du docteur Geert Leinders. Il a continué à utiliser l'EPO jusqu'en 2003 et n'en éprouve aucun regret.

### 1998-2007

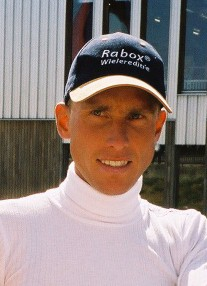
Michael Boogerd.

En 2013, un rapport antidopage du Sénat français présente les résultats d'échantillons datant du Tour de France 1998 qui ont été ré-analysés en 2004. Il en ressort que Michael Boogerd (membre de l'équipe en 1998) est cité dans le rapport, comme présentant des résultats d'analyses litigieux, un premier échantillon a bien été contrôlé positif, mais les analyses suivantes n'ont pas confirmé ce résultat,. Il reconnait avoir utilisé de l'EPO et de la cortisone. Il a aussi réalisé des transfusions sanguines. Il écope alors le 6 janvier 2016 d'une suspension de deux ans pour dopage. Il lui est interdit d'exercer une quelconque activité dans le milieu du cyclisme et du sport. Il a également perdu tous les résultats acquis entre 2005 et 2007, notamment une victoire au championnat des Pays-Bas.
En octobre 1999, Erik Dekker est à un niveau d'hématocrite de 52% avant la course sur route des mondiaux 1999. Il lui est interdit de prendre le départ de l'épreuve et il est suspendu pour une période de deux semaines pour raisons de santé selon les règlements de l'UCI,. Il est à nouveau autorisé à courir un mois après.
À la fin du mois d'août 2005, Rory Sutherland est contrôlé positif au clomiphène durant le Tour d'Allemagne. Il est suspendu par Rabobank dès l'annonce de ce résultat, puis licencié après la confirmation de la contre-expertise. Sutherland possédant une licence belge, la commission disciplinaire de la Royale ligue vélocipédique belge prononce à son encontre une suspension de 15 mois.
Lors de la Flèche brabançonne 2007, Pedro Horrillo est contrôlé positif au formoterol. Ce contrôle positif est attribué à une erreur administrative : son traitement contre l'asthme, pour lequel il bénéficie d'une autorisation thérapeutique, a été modifié sans que son médecin avertisse l'UCI et son équipe,. Il doit faire une déposition devant la commission disciplinaire de la Fédération espagnole de cyclisme mais n'est pas suspendu.

### L'affaire Rasmussen
En juillet 2007, en plein Tour de France que s'apprête à remporter Michael Rasmussen, le président de l'agence antidopage danoise déclare que celui-ci aurait dû être exclu du cyclisme parce qu'il a reçu quatre avertissements pour avoir omis d'informer l'autorité de son lieu d'entraînement, empêchant tous contrôles antidopage hors compétition.
Rasmussen quitte le Tour de France 2007 de manière spectaculaire. Initialement, Rabobank le soutient, puis décide de le retirer de la course et de lancer une enquête. Rasmussen est finalement suspendu deux ans par l'UCI et admet ses mensonges sur ses allées et venues.

### L'affaireHumanplasma
Le 15 janvier 2008, la chaîne allemande ARD annonce que Rasmussen, ainsi que ses anciens coéquipiers chez Rabobank, le Néerlandais Michael Boogerd et le Russe Denis Menchov également, l'Autrichien Georg Totschnig auraient entreposé du sang dans le laboratoire autrichien Humanplasma à des fins de dopage (transfusions sanguines). Le 26 mars 2009, l'affaire est classée sans suite.
Le 18 mai 2009, Rasmussen et le coureur Bernhard Kohl font l'objet d'une enquête pénale de la justice autrichienne pour trafic de substances dopantes. En fait, ils sont soupçonnés d'avoir fait bénéficier d'autres sportifs, moyennant finances, d'une centrifugeuse - l'appareil qui permet la fabrication de concentrés sanguins en vue d'autotransfusions - pour le dopage sanguin qu'ils sont accusés d'avoir acheté avec le manageur Stefan Matschiner, déjà inculpé. Rasmussen nie ces accusations. La police autrichienne lui prend les empreintes digitales et prélève son ADN. L'enquête pénale est classée le 10 juin 2010.

### Révélations en 2012 et 2013

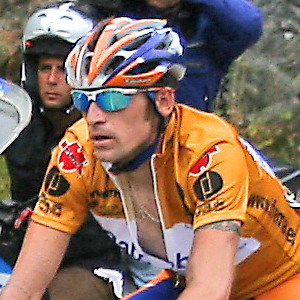
Denis Menchov, vainqueur d'un Tour d'Espagne et d'un Tour d'Italie.

Le retrait du sponsor Rabobank en octobre 2012 fait suite à la publication du rapport de l'Agence américaine antidopage (USADA) sur Lance Armstrong et les pratiques de dopage de l'équipe US Postal,,. Levi Leipheimer, interrogé en tant qu'ancien coureur de cette équipe avoue s'être dopé de 1999 à 2007, et donc durant son passage chez Rabobank de 2002 à 2004. En outre, l'Union cycliste internationale annonce au même moment l'ouverture d'une procédure disciplinaire à l’encontre de Carlos Barredo, coureur de l'équipe, en raison d'anomalies dans son passeport biologique entre octobre 2007 et septembre 2011. Il est suspendu deux ans, soit jusqu'en octobre 2014, et est disqualifié des courses auxquelles il a participé entre le 26 octobre 2007 et le 24 septembre 2011,.
Plus tôt en 2012, le journal néerlandais Volkskrant ayant enquêté sur l'équipe révèle que « de sa création en 1996 à au moins 2007, le dopage était toléré au sein de l'équipe Rabobank. Le choix des produits dopants était essentiellement de la responsabilité des coureurs. Les médecins de l'équipe veillaient à ce que leur santé ne soit pas menacée. » Il y avait durant cette période trois niveaux de coureurs dans l'équipe. Les coureurs qui ne se dopent pas, les coureurs qui utilisent occasionnellement des produits interdits et un groupe qui va jusqu'au bout pour se mesurer au plus haut niveau mondial du moment. La gestion de l'équipe est divisée. D'une part, ils veulent rester au plus haut niveau, mais d'autre part, ils essaient d'empêcher les coureurs de prendre des risques irresponsables autant que possible.
En décembre 2012 et en début d'année 2013, plusieurs travaux journalistiques et témoignages d'anciens coureurs viennent s'ajouter à ces révélations. Le NRC Handelsblad affirme avoir eu accès au témoignage complet de Leipheimer devant l'USADA, dans lequel il met en cause le médecin de l'équipe à l'époque, Geert Leinders. NRC affirme en outre avoir la preuve que Michael Boogerd, Thomas Dekker, Denis Menchov et Michael Rasmussen ont été clients du laboratoire Humanpharma. Un reportage de la chaîne de télévision publique néerlandaise NOS publie les témoignages de coureurs de l'équipe voulant demeurer anonyme. Le premier affirme qu'un programme de dopage a démarré au sein de l'équipe Rabobank en 1999, le second met en cause les coureurs Michael Boogerd et Peter Luttenberger. Thomas Dekker, Marc Lotz, Danny Nelissen, Grischa Niermann, Michael Rasmussen reconnaissent le pratique du dopage au sein de l'équipe, tandis que Marc Wauters, Erik Dekker nient,. Manager de 2003 à 2007, Theo de Rooij reconnait avoir pris conscience des « soins médicaux » sophistiqués au sein de l'équipe Rabobank. Mais, il affirme que l'équipe n'a jamais encouragé ou payé le dopage.

### Autres cas
Trois jours avant le départ du Tour de France 2009, un échantillon de Thomas Dekker datant de décembre 2007, lorsqu'il était chez Rabobank, révèle qu'il est positif à l'EPO,. La fédération monégasque de cyclisme, à laquelle Dekker est affilié, prononce à son encontre une suspension de deux ans, soit jusqu'au 1er juillet 2011. Ses résultats obtenus après le 24 décembre 2007, jour du contrôle antidopage, sont annulés. Il est suspendu pour deux années en mai 2010.
En juillet 2014, l'UCI révèle que Denis Menchov est en train de purger une suspension de deux ans pour des anomalies dans son passeport biologique. Celui-ci avait pris sa retraite subitement en 2013. L'UCI lui retire également rétroactivement ses résultats obtenus aux Tours de France 2009, 2010 et 2012,.
Fin 2014, La Gazzetta dello Sport révèle que trois coureurs ayant fait partie de l'équipe (Mauricio Ardila, Dmitry Kozontchuk et Denis Menchov) sont des clients du controversé médecin italien Michele Ferrari.
Le 14 juin 2023, Michel Hessmann est testé positif à un agent diurétique, considéré comme un produit « masquant ». Il est provisoirement suspendu par son équipe. En janvier 2024, le parquet de Fribourg classe l'affaire, estimant que Hessmann ait pris un médicament contaminé tel que du paracétamol, de l'ibuprofène ou du naproxène. Le 21 juin 2024, trouvant « plausible qu'Hessmann ait pris un médicament contaminé », l'Agence national antidopage allemande le suspend finalement quatre mois, avec un effet rétroactif de trois mois. L'Agence mondiale antidopage fait appel de la décision et la suspension est finalement prolongée jusqu'au 14 mars 2025.

## Classements UCI
Jusqu'en 1998, les équipes cyclistes sont classées par l'UCI dans une division unique. En 1999 le classement UCI par équipes est divisé entre GSI, GSII et GSIII. L'équipe est classée en GSI durant cette période. Les classements détaillés ci-dessous sont ceux de l'équipe en fin de saison. Les coureurs demeurent en revanche dans un classement unique.
| Saison | Classement par équipes | Meilleur coureur au classement individuel |
| ------ | ---------------------- | ----------------------------------------- |
| 1995   | 12e                    | Viatcheslav Ekimov (14e)                  |
| 1996   | 11e                    | Rolf Sørensen (25e)                       |
| 1997   | 6e                     | Rolf Sørensen (19e)                       |
| 1998   | 3e                     | Michael Boogerd (5e)                      |
| 1999   | 2e                     | Michael Boogerd (2e)                      |
| 2000   | 6e                     | Erik Dekker (17e)                         |
| 2001   | 3e                     | Erik Dekker (2e)                          |
| 2002   | 9e                     | Michael Boogerd (17e)                     |
| 2003   | 8e                     | Michael Boogerd (9e)                      |
| 2004   | 5e                     | Óscar Freire (4e)                         |

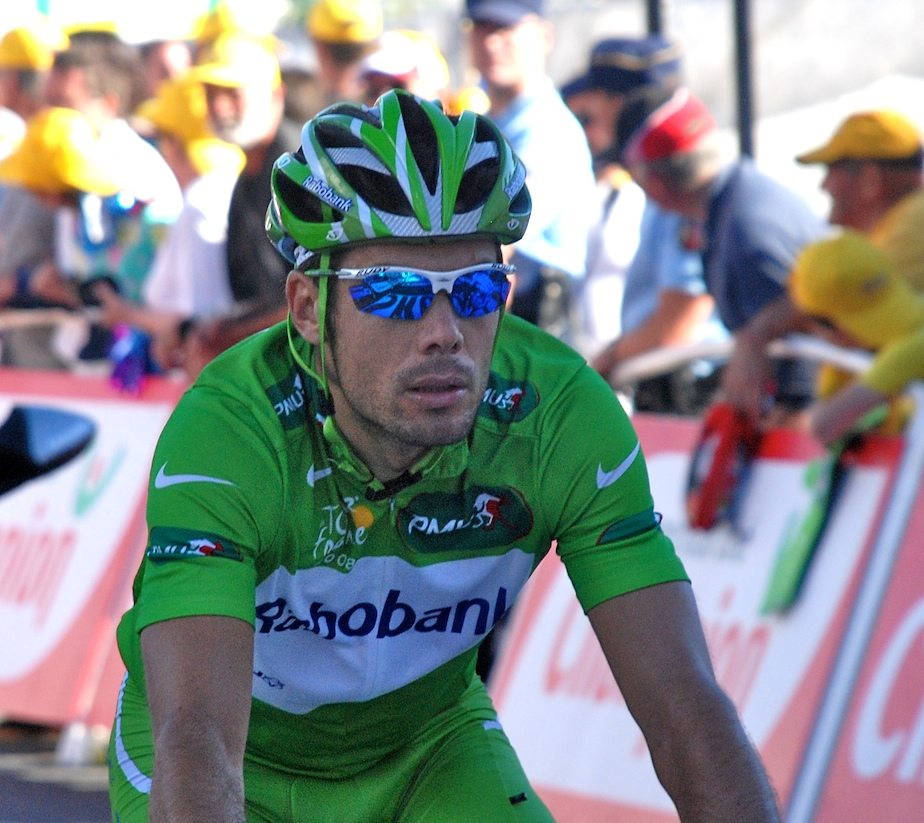
Óscar Freire.

À compter de 2005, l'équipe intègre le ProTour. Le tableau ci-dessous présente les classements de l'équipe sur ce circuit, ainsi que son meilleur coureur au classement individuel.
| Saison | Classement par équipes | Meilleur coureur au classement individuel |
| ------ | ---------------------- | ----------------------------------------- |
| 2005   | 3e                     | Denis Menchov (14e)                       |
| 2006   | 3e                     | Michael Boogerd (16e)                     |
| 2007   | 8e                     | Óscar Freire (5e)                         |
| 2008   | 10e                    | Óscar Freire (23e)                        |

En 2009, le classement du ProTour est remplacé par le Calendrier mondial UCI.
| Calendrier mondial | Calendrier mondial     | Calendrier mondial                        | Calendrier mondial |
| Année              | Classement par équipes | Meilleur coureur au classement individuel |                    |
| ------------------ | ---------------------- | ----------------------------------------- | ------------------ |
| 2009               | 9e                     | Robert Gesink (10e)                       |                    |
| 2010               | 3e                     | Robert Gesink (6e)                        |                    |
|                    |                        |                                           |                    |
| Source : UCI       |                        |                                           |                    |

En 2011, le Calendrier mondial UCI est remplacé par l'UCI World Tour.
| UCI World Tour | UCI World Tour         | UCI World Tour                            | UCI World Tour |
| Année          | Classement par équipes | Meilleur coureur au classement individuel |                |
| -------------- | ---------------------- | ----------------------------------------- | -------------- |
| 2011           | 9e                     | Robert Gesink (17e)                       |                |
| 2012           | 8e                     | Bauke Mollema (18e)                       |                |
| 2013           | 11e                    | Bauke Mollema (17e)                       |                |
| 2014           | 12e                    | Bauke Mollema (19e)                       |                |
| 2015           | 14e                    | Robert Gesink (41e)                       |                |
| 2016           | 12e                    | Sep Vanmarcke (18e)                       |                |
| 2017           | 16e                    | Primož Roglič (27e)                       |                |
| 2018           | 10e                    | Primož Roglič (11e)                       |                |
|                |                        |                                           |                |
| Source : UCI   |                        |                                           |                |

En 2016, le Classement mondial UCI qui prend en compte toutes les épreuves UCI est mis en place parallèlement à l'UCI World Tour et aux circuits continentaux. Il remplace définitivement l'UCI World Tour en 2019.
| Classement mondial | Classement mondial     | Classement mondial                        | Classement mondial |
| Année              | Classement par équipes | Meilleur coureur au classement individuel |                    |
| ------------------ | ---------------------- | ----------------------------------------- | ------------------ |
| 2016               | -                      | Dylan Groenewegen (31e)                   |                    |
| 2017               | -                      | Primož Roglič (21e)                       |                    |
| 2018               | -                      | Primož Roglič (12e)                       |                    |
| 2019               | 3e                     | Primož Roglič (1er)                       |                    |
| 2020               | 1er                    | Primož Roglič (1er)                       |                    |
| 2021               | 3e                     | Wout van Aert (2e)                        |                    |
| 2022               | 1er                    | Wout van Aert (2e)                        |                    |
| 2023               | 2e                     | Jonas Vingegaard (2e)                     |                    |
| 2024               | 2e                     | Jonas Vingegaard (7e)                     |                    |
|                    |                        |                                           |                    |
| Source : UCI       |                        |                                           |                    |

Les coureurs sont également classés dans les circuits continentaux à partir de 2016.
UCI America Tour
| UCI America Tour | UCI America Tour       | UCI America Tour                          | UCI America Tour |
| Année            | Classement par équipes | Meilleur coureur au classement individuel |                  |
| ---------------- | ---------------------- | ----------------------------------------- | ---------------- |
| 2016             | -                      | George Bennett (65e)                      |                  |
| 2017             | -                      | Alexey Vermeulen (88e)                    |                  |
| 2018             | -                      | Sepp Kuss (2e)                            |                  |
| 2019             | -                      | Neilson Powless (25e)                     |                  |
| 2020             | -                      | Sepp Kuss (9e)                            |                  |
| 2021             | -                      | Sepp Kuss (9e)                            |                  |
| 2022             | -                      | Sepp Kuss (25e)                           |                  |
| 2023             | -                      | Sepp Kuss (1er)                           |                  |
| 2024             | -                      | Matteo Jorgenson (1er)                    |                  |
|                  |                        |                                           |                  |
| Source : UCI     |                        |                                           |                  |

UCI Asia Tour
| UCI Asia Tour | UCI Asia Tour          | UCI Asia Tour                             | UCI Asia Tour |
| Année         | Classement par équipes | Meilleur coureur au classement individuel |               |
| ------------- | ---------------------- | ----------------------------------------- | ------------- |
| 2016          | -                      | Jos van Emden (98e)                       |               |
| 2017          | -                      | Dylan Groenewegen (32e)                   |               |
| 2018          | -                      | Antwan Tolhoek (34e)                      |               |
|               |                        |                                           |               |
| Source : UCI  |                        |                                           |               |

UCI Europe Tour
| UCI Europe Tour | UCI Europe Tour        | UCI Europe Tour                           | UCI Europe Tour |
| Année           | Classement par équipes | Meilleur coureur au classement individuel |                 |
| --------------- | ---------------------- | ----------------------------------------- | --------------- |
| 2016            | -                      | Dylan Groenewegen (5e)                    |                 |
| 2017            | -                      | Dylan Groenewegen (52e)                   |                 |
| 2018            | -                      | Dylan Groenewegen (12e)                   |                 |
| 2019            | -                      | Primož Roglič (1er)                       |                 |
| 2020            | -                      | Primož Roglič (1er)                       |                 |
| 2021            | -                      | Wout van Aert (2e)                        |                 |
| 2022            | -                      | Wout van Aert (2e)                        |                 |
| 2023            | -                      | Jonas Vingegaard (2e)                     |                 |
| 2024            | -                      | Jonas Vingegaard (6e)                     |                 |
|                 |                        |                                           |                 |
| Source : UCI    |                        |                                           |                 |

UCI Oceania Tour
| UCI Oceania Tour | UCI Oceania Tour       | UCI Oceania Tour                          | UCI Oceania Tour |
| Année            | Classement par équipes | Meilleur coureur au classement individuel |                  |
| ---------------- | ---------------------- | ----------------------------------------- | ---------------- |
| 2016             | -                      | Enrico Battaglin (36e)                    |                  |
| 2018             | -                      | George Bennett (28e)                      |                  |
| 2019             | -                      | George Bennett (9e)                       |                  |
| 2020             | -                      | George Bennett (3e)                       |                  |
| 2021             | -                      | George Bennett (9e)                       |                  |
| 2022             | -                      | Rohan Dennis (19e)                        |                  |
| 2023             | -                      | Rohan Dennis (26e)                        |                  |
|                  |                        |                                           |                  |
| Source : UCI     |                        |                                           |                  |

## Principales victoires

### Compétitions internationales
Jeux olympiques

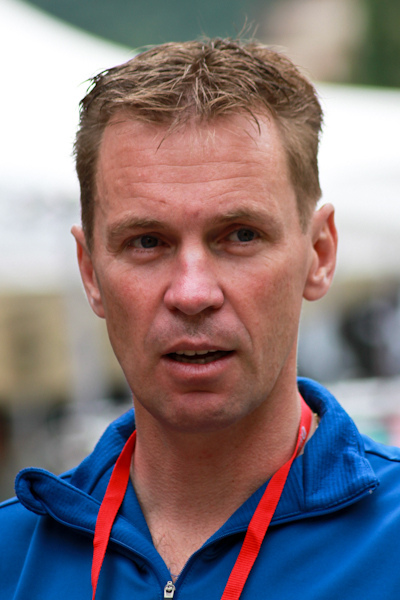
Erik Dekker (ici en 2011) gagne la Coupe du monde 2001.

- Contre-la-montre : 2020 (Primož Roglič)

 Championnats du monde : 7
- Cyclisme sur route : 2
  - Course en ligne : 1985 (Joop Zoetemelk), 2004 (Óscar Freire)
  - Contre-la-montre : 2022 (Tobias Foss)
- Cyclo-cross : 5
  - Élites : 1996 (Adrie van der Poel), 2000 (Richard Groenendaal) et 2005 (Sven Nys)
  - Espoirs : 1998 (Sven Nys) et 2002 (Thijs Verhagen)

 Championnats d'Europe sur route : 3
- Course en ligne : 2023 (Christophe Laporte)
- Contre-la-montre : 2017 (Victor Campenaerts) et 2024 (Edoardo Affini)

Coupe du monde
- Classement individuel de la Coupe du monde : 2001 (Erik Dekker)
- Classement par équipes de la Coupe du monde : 1999 et 2001

### Courses d'un jour
Victoires sur les classiques de niveau World Tour ou équivalent (en gras les victoires sur les classiques « Monuments ») :
- Amstel Gold Race : 1984 (Jacques Hanegraaf), 1987 (Joop Zoetemelk), 1988 (Jelle Nijdam), 1991 (Frans Maassen), 1999 (Michael Boogerd), 2001 (Erik Dekker) et 2021 (Wout van Aert)
- Grand Prix de Zurich : 1985 (Ludo Peeters), 1987 (Rolf Gölz)
- Classique de Saint-Sébastien : 1985 (Adrie van der Poel), 2000 (Erik Dekker) et 2012 (Luis León Sánchez)
- Paris-Tours : 1985 (Ludo Peeters), 1989 (Jelle Nijdam), 1999 (Marc Wauters), 2004 (Erik Dekker), 2010 (Óscar Freire), 2024 (Christophe Laporte)
- Tour des Flandres : 1986 (Adrie van der Poel), 1989, 1991 (Edwig Van Hooydonck) et 1997 (Rolf Sørensen)
- Flèche wallonne : 1988 (Rolf Gölz)
- Gand-Wevelgem : 1989 (Gerrit Solleveld), 2008 (Óscar Freire), 2021 (Wout van Aert) et 2023 (Christophe Laporte)
- Wincanton Classic : 1989 (Frans Maassen)
- Cyclassics Hamburg : 1998 (Léon van Bon), 2006 (Óscar Freire) et 2024 (Olav Kooij)
- Grand Prix E3 : 2003 (Steven de Jongh), 2022 et 2023 (Wout van Aert)
- Milan-San Remo : 2004, 2007, 2010 (Óscar Freire) et 2020 (Wout van Aert)
- Grand Prix cycliste de Montréal : 2010 (Robert Gesink)
- Circuit Het Nieuwsblad : 2011[116] (Sebastian Langeveld), 2022 (Wout van Aert), 2023 (Dylan van Baarle) et 2024 (Jan Tratnik)
- Grand Prix cycliste de Québec : 2013 (Robert Gesink)
- Trois Jours de Bruges-La Panne : 2019 (Dylan Groenewegen)
- Strade Bianche : 2020 (Wout van Aert)
- Liège-Bastogne-Liège : 2020 (Primož Roglič)
- Bretagne Classic : 2022 (Wout van Aert)

Victoires sur les autres courses d'un jour :
- Grand Prix de l'Escaut : 1984 (Ludo Peeters), 1985 (Adrie van der Poel), 1988 (Jean-Paul van Poppel), 2005 (Thorwald Veneberg)
- Grand Prix Impanis-Van Petegem : 1984 (Ad Wijnands), 1985 (Jelle Nijdam), 1990, 1991 (Wiebren Veenstra), 2013 (Sep Vanmarcke)
- Acht van Chaam : 1984 (Jacques Hanegraaf), 1986, 1997 (Adri van der Poel), 1989 (Jelle Nijdam), 1990 (Gerrit Solleveld), 1999 (Michael Boogerd), 2002 (Erik Dekker)
- Flèche brabançonne : 1985 (Adrie van der Poel), 1987, 1991, 1993, 1995 (Edwig Van Hooydonck), 1990 (Frans Maassen), 2001, 2003 (Michael Boogerd), 2005, 2006, 2007 (Óscar Freire)
- Paris-Bruxelles : 1985 (Adri van der Poel), 1988 (Rolf Gölz), 1989 (Jelle Nijdam)
- Binche-Tournai-Binche : 1985 (Adrie van der Poel), 1988 (Nico Emonds), 1990 (Jelle Nijdam), 2018 (Danny van Poppel)
- Dutch Food Valley Classic : 1985 (Joop Zoetemelk), 1988 (Ronny Vlasskas), 1990, 1991 (Wiebren Veenstra), 1993 (Rob Mulders), 1994 (Viatcheslav Ekimov), 2000, 2001 (Steven de Jongh), 2011, 2012 (Theo Bos)
- Grand Prix d'Isbergues : 1985 (Adri van der Poel)
- Prix national de clôture : 1986 (Adri van der Poel), 2000 (Steven de Jongh)
- Delta Profronde : 1986 (Gerrit Solleveld), 1987 (Jean-Paul van Poppel), 1989 (Jelle Nijdam), 1990 (Gerrit Solleveld), 1991 (Wiebren Veenstra), 2000 (Léon van Bon), 2005 (Bram de Groot)
- Kuurne-Bruxelles-Kuurne : 1987 (Ludo Peeters), 1989 (Edwig Van Hooydonck), 1995 (Frédéric Moncassin), 1996 (Rolf Sørensen), 2003 (Roy Sentjens), 2004 (Steven de Jongh), 2018 (Dylan Groenewegen), 2023 (Tiesj Benoot), 2024 (Wout van Aert)
- À travers les Flandres : 1987 (Jelle Nijdam), 1990 (Edwig Van Hooydonck), 1991 (Eric Vanderaerden), 2023 (Christophe Laporte) et 2024 (Matteo Jorgenson)
- Grand Prix de la ville de Zottegem : 1987 (Nico Verhoeven), 1989 (Gino Van Hooydonck), 1990 (Marco van der Hulst), 1994 (Marc Wauters), 2002 (Matthé Pronk), 2005 (Thomas Dekker)
- Grand Prix Eddy Merckx : 1988 (Edwig Van Hooydonck), 1990 (Frans Maassen), 1992 (Jelle Nijdam), 1999 (Marc Wauters), 2001 (Erik Dekker)
- Grand Prix d'ouverture La Marseillaise : 1988 (Ad Wijnands), 1991, 1992 (Edwig Van Hooydonck)
- Grand Prix du canton d'Argovie : 1988 (Arjan Jagt), 2001 (Karsten Kroon)
- Milan-Turin : 1988, 1989 (Rolf Gölz), 1999 (Markus Zberg), 2021 (Primož Roglič)
- Tour du Piémont : 1988 (Rolf Gölz), 2020 (George Bennett)
- Grand Prix de Denain : 1989, 1992 (Edwig Van Hooydonck)
- Tour de Cologne : 1990 (Noël Segers), 1995 (Erik Dekker), 2011 (Michael Matthews), 2016 (Dylan Groenewegen)
- Trofeo Luis Puig : 1990 (Tom Cordes), 2004 (Óscar Freire)
- Grand Prix de Fourmies : 1990 (Wiebren Veenstra)
- Coupe Sels : 1991 (Edwig Van Hooydonck), 2000, 2002, 2003 (Steven de Jongh)
- Grand Prix Jef Scherens : 1991 (Wilco Zuijderwijk), 1993 (Frans Maassen), 1995 (Erik Dekker), 2005 (Joost Posthuma)
- Championnat des Flandres : 1993 (Sammie Moreels), 1994 (Jelle Nijdam), 2018 (Dylan Groenewegen)
- Circuit du Houtland : 1993 (Danny Daelman)
- Halle-Ingooigem : 1994 (Eric Van Lancker), 2018 (Danny van Poppel)
- Grand Prix Herning : 1995 (Frédéric Moncassin)
- Course des raisins : 1996 (Erik Breukink)
- Trofeo Calvia : 1998 (Léon van Bon), 2001 (Mathew Hayman), 2002 (Erik Dekker), 2003 (Remmert Wielinga)
- Trofeo Palma : 1998 (Léon van Bon), 2005, 2007 (Óscar Freire)
- Grand Prix de Wallonie : 1999 (Patrick Jonker)
- Tour d'Émilie : 1999 (Michael Boogerd), 2009, 2010 (Robert Gesink), 2019, 2021 et 2023 (Primož Roglič)
- Grand Prix Bruno Beghelli : 1999 (Michael Boogerd)
- Trofeo Alcudia/Trofeo Cala Millor : 2001 (Michael Boogerd), 2004, 2005, 2010 (Óscar Freire)
- Grand Prix de Francfort : 2001 (Markus Zberg), 2004 (Karsten Kroon)
- Tour de la province de Lucques : 2003 (Óscar Freire)
- Grand Prix Erik Breukink : 2003 (Erik Dekker)
- Tour de Drenthe : 2004 (Erik Dekker) et 2023 (Per Strand Hagenes)
- Nokere Koerse : 2005 (Steven de Jongh), 2007 (Léon van Bon), 2009 (Graeme Brown)
- Uniqa Classic : 2005 (Bram de Groot)
- Grand Prix Gerrie Knetemann : 2006 (Roy Sentjens)
- Tour de Rijke : 2006 (Graeme Brown), 2011 (Theo Bos)
- Trofeo Pollença : 2007 (Thomas Dekker)
- Clásica de Almería : 2012 (Michael Matthews), 2013 (Mark Renshaw), 2024 (Olav Kooij)
- À travers Drenthe : 2012 (Theo Bos)
- Memorial Rik van Steenbergen : 2012 (Theo Bos)
- Tour de Münster : 2013 (Jos van Emden) et 2023 (Per Strand Hagenes)
- Volta Limburg Classic : 2014 (Moreno Hofland)
- Ronde van Zeeland Seaports : 2014 (Theo Bos)
- Flèche de Heist : 2016 (Dylan Groenewegen), 2021 (Pascal Eenkhoorn) et 2023 (Olav Kooij)
- Veenendaal Classic : 2016, 2018 (Dylan Groenewegen)
- À travers la Flandre-Occidentale-Johan Museeuw Classique : 2017 (Jos van Emden)
- Trois vallées varésines : 2019 (Primož Roglič)
- Tacx Pro Classic : 2019 (Dylan Groenewegen)
- Chrono des Nations-Les Herbiers-Vendée : 2019 (Jos van Emden)
- Drôme Classic : 2022 (Jonas Vingegaard)
- Binche-Chimay-Binche : 2022 (Christophe Laporte)
- Coppa Bernocchi : 2023 (Wout van Aert)

### Courses par étapes
Victoires sur les courses de niveau World Tour ou équivalent :
- Tirreno-Adriatico : 1985 (Joop Zoetemelk), 2002 (Erik Dekker), 2005 (Óscar Freire), 2006 (Thomas Dekker), 2019, 2023 (Primož Roglič) et 2024 (Primož Roglič)
- Paris-Nice : 1999 (Michael Boogerd), 2022 (Primož Roglič) et 2024 (Jonas Vingegaard)
- Tour de Romandie : 2007 (Thomas Dekker), 2018 et 2019 (Primož Roglič)
- Tour de Grande-Bretagne : 2011 (Lars Boom) et 2023 (Wout van Aert)
- Tour de Californie : 2012[117] (Robert Gesink) et 2017 (George Bennett)
- Eneco Tour/BinckBank Tour : 2012 (Lars Boom) et 2019 (Laurens De Plus)
- Tour Down Under : 2013 (Tom-Jelte Slagter)
- Tour du Pays basque : 2018, 2021 (Primož Roglič) et 2023 (Jonas Vingegaard)
- UAE Tour : 2019 (Primož Roglič)
- Critérium du Dauphiné : 2022 (Primož Roglič) et 2023 (Jonas Vingegaard)
- Tour de Catalogne : 2023 (Primož Roglič)
- Tour de Pologne : 2024 (Jonas Vingegaard)

Victoires sur les autres courses par étapes :
- Tour de Belgique : 1985 (Ludo Peeters), 1987 (Nico Emonds), 1988, 1990 (Frans Maassen), 2009 (Lars Boom)
- Tour de Luxembourg : 1985 (Jelle Nijdam), 1994 (Frans Maassen), 1999 (Marc Wauters), 2008 (Joost Posthuma), 2013 (Paul Martens)
- Tour du Haut-Var : 1987 (Rolf Gölz), 2004 (Marc Lotz)
- Tour méditerranéen : 1987 (Gerrit Solleveld)
- Tour de Picardie : 1987 (Jelle Nijdam), 1993 (Frédéric Moncassin)
- Tour d'Andalousie : 1987 (Rolf Gölz), 1988 (Edwig Van Hooydonck), 2001 (Erik Dekker), 2007 (Óscar Freire), 2009 (Joost Posthuma)
- Tour des Asturies : 1988 (Rolf Gölz)
- Tour des Pays-Bas : 1990 (Jelle Nijdam), 1991 (Frans Maassen), 1992 (Jelle Nijdam), 1996, 1998 (Rolf Sørensen), 1997, 2000 et 2004 (Erik Dekker)
- Étoile de Bessèges : 1990 (Frans Maassen)
- Tour de Murcie : 1990 (Tom Cordes), 2009 (Denis Menchov)
- Tour de la Communauté valencienne : 1990 (Tom Cordes), 1994 (Viatcheslav Ekimov)
- Trois Jours de La Panne : 1991 (Jelle Nijdam), 1992 (Frans Maassen), 1993 (Eric Vanderaerden), 1996 (Viatcheslav Ekimov), 2008 (Joost Posthuma)
- Tour de Suède : 1994, 1995 (Erik Dekker), 1996 (Michael Blaudzun)
- Tour DuPont : 1994 (Viatcheslav Ekimov)
- Circuit franco-belge : 1996 (Koos Moerenhout), 2008 (Juan Antonio Flecha)
- Route du Sud : 1997 (Patrick Jonker), 2002 (Levi Leipheimer)
- Tour d'Autriche : 1998 (Beat Zberg)
- Semaine catalane : 1998, 2001 (Michael Boogerd)
- Rothaus Regio-Tour : 1999 (Grischa Niermann)
- Tour de Rhénanie-Palatinat : 1999, 2000 (Marc Wauters), 2001 (Erik Dekker)
- Tour du Danemark : 2000 (Rolf Sørensen), 2013 (Wilco Kelderman)
- Tour de Basse-Saxe : 2001 (Grischa Niermann)
- Istrian Spring Trophy : 2003 (Pieter Weening)
- Tour du Qatar : 2004 (Robert Hunter)
- Trois Jours de Flandre-Occidentale : 2004 (Robert Bartko)
- Tour de Saxe : 2005 (Mathew Hayman), 2007 (Joost Posthuma)
- Ster Elektrotoer : 2007 (Sebastian Langeveld)
- Drei-Länder-Tour : 2007 (Thomas Dekker)
- Tour d'Oman : 2011 (Robert Gesink)
- Tour de Grande-Bretagne : 2011 (Lars Boom), 2021 (Wout van Aert)
- Ster ZLM Toer : 2013 (Lars Boom), 2016 (Sep Vanmarcke), 2019 (Mike Teunissen)
- Tour de Hainan : 2013 (Moreno Hofland)
- World Ports Classic : 2014 (Theo Bos)
- Arctic Race of Norway : 2015 (Steven Kruijswijk)
- Tour de l'Algarve : 2017 (Primož Roglič)
- Tour de Slovénie : 2018 (Primož Roglič)
- Tour de l'Utah : 2018 (Sepp Kuss)
- Quatre Jours de Dunkerque : 2019 (Mike Teunissen)
- Semaine internationale Coppi et Bartali : 2021 (Jonas Vingegaard), 2024 (Koen Bouwman)
- Circuit de la Sarthe : 2022 (Olav Kooij)
- Gran Camiño : 2023, 2024 (Jonas Vingegaard)
- ZLM Tour : 2023 (Olav Kooij)
- Tour de Burgos : 2023 (Primož Roglič), 2024 (Sepp Kuss)

### Championnats nationaux
| - Championnats d'Australie sur route : 1 - Contre-la-montre : 2022 (Rohan Dennis) - Championnats d'Allemagne sur route : 2 - Contre-la-montre : 2019 et 2021 (Tony Martin) - Championnats d'Autriche sur route : 1 - Contre-la-montre : 1998 (Peter Luttenberger) - Championnats de Belgique sur route : 8 - Course en ligne : 2021 (Wout van Aert) - Contre-la-montre : 2002, 2003, 2005 (Marc Wauters), 2016 (Victor Campenaerts), 2019, 2020, 2023 (Wout van Aert) - Championnats d'Espagne sur route : 2 - Contre-la-montre : 2011 et 2012 (Luis León Sánchez) - Championnats de Hongrie sur route : 3 - Course en ligne : 2023, 2024 (Attila Valter) - Contre-la-montre : 2023 (Attila Valter) - Championnats de Norvège sur route : 4 - Course en ligne : 2019 (Amund Grøndahl Jansen) et 2021 (Tobias Foss) - Contre-la-montre : 2021 et 2022 (Tobias Foss) - Championnats de Nouvelle-Zélande sur route : 1 - Course en ligne : 2021 (George Bennett) - Championnats des Pays-Bas sur route : 31 - Course en ligne : 1984 (Jan Raas), 1985 (Jacques Hanegraaf), 1989 (Frans Maassen), 1990 (Peter Winnen), 1991 (Steven Rooks) 1997, 1998, 2006 (Michael Boogerd), 1999 (Maarten den Bakker), 2000 (Léon van Bon), 2004 (Erik Dekker), 2007 (Koos Moerenhout), 2008 (Lars Boom), 2016 (Dylan Groenewegen), 2021 (Timo Roosen), 2022 (Pascal Eenkhoorn), 2023 (Dylan van Baarle) - Contre-la-montre : 1996, 2000, 2002 (Erik Dekker), 1997 (Erik Breukink), 1998 (Patrick Jonker), 2003 (Maarten den Bakker), 2005 (Thomas Dekker), 2008 (Lars Boom), 2010, 2019, 2023 (Jos van Emden), 2011 (Stef Clement), 2015 (Wilco Kelderman), 2021 (Tom Dumoulin) - Championnats de Slovénie sur route : 2 - Course en ligne : 2020 (Primož Roglič) - Contre-la-montre : 2016 (Primož Roglič) - Championnats de Suisse sur route : 2 - Course en ligne : 2000 (Markus Zberg) - Contre-la-montre : 1998 (Beat Zberg) | - Championnats des Pays-Bas sur piste : 3 - Poursuite : 1985 (Jelle Nijdam) - Derny : 1985 et 1986 (Jelle Nijdam) - Championnats des Pays-Bas de cyclo-cross : 9 - Élites : 1996, 1998, 2000, 2001 (Richard Groenendaal), 1999 (Adrie van der Poel), 2009, 2010, 2011 et 2012 (Lars Boom) - Championnats de Belgique de cyclo-cross: 7 - Élites : 2000, 2003, 2005, 2006 et 2008 (Sven Nys), 2021 et 2022 (Wout van Aert) - Championnats de Belgique de VTT : 2 - Cross-country : 2005 et 2007 (Sven Nys) - Championnats des Pays-Bas de VTT : 1 - Cross-country: 1996 (Richard Groenendaal) |

## Bilan sur les grands tours
- Tour de France

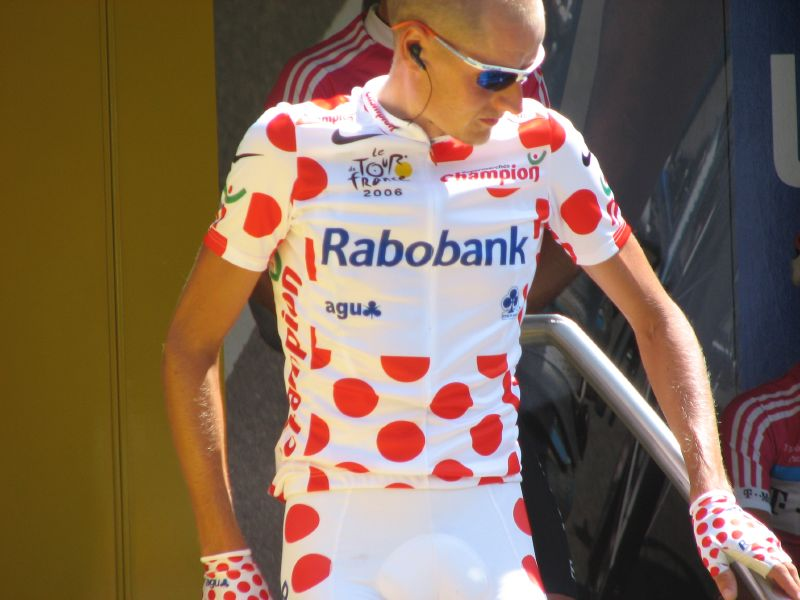
Michael Rasmussen, maillot à pois du Tour de France en 2005 et 2006.

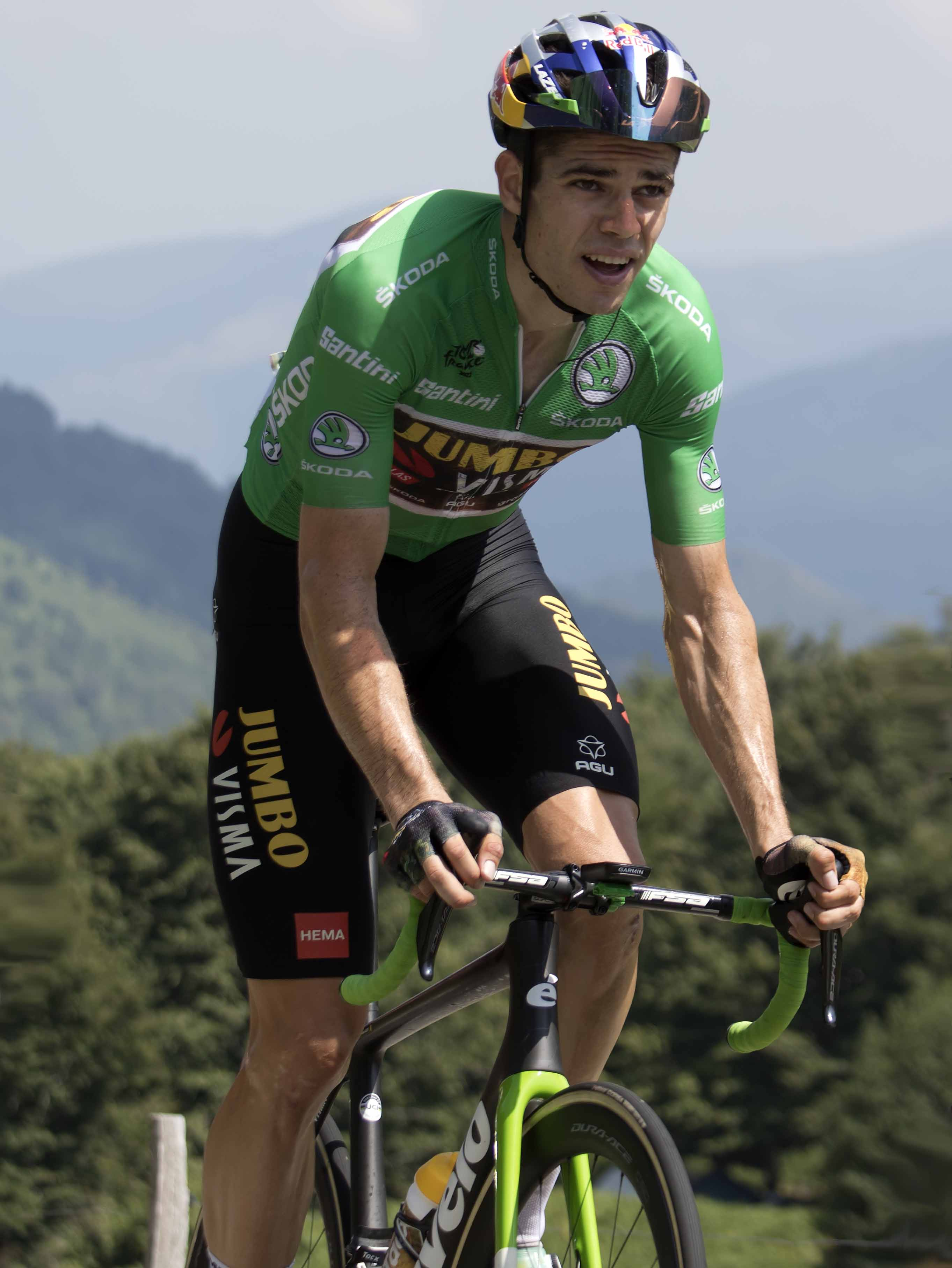
Wout van Aert portant le maillot vert de leader du classement par points sur le Tour de France 2022.

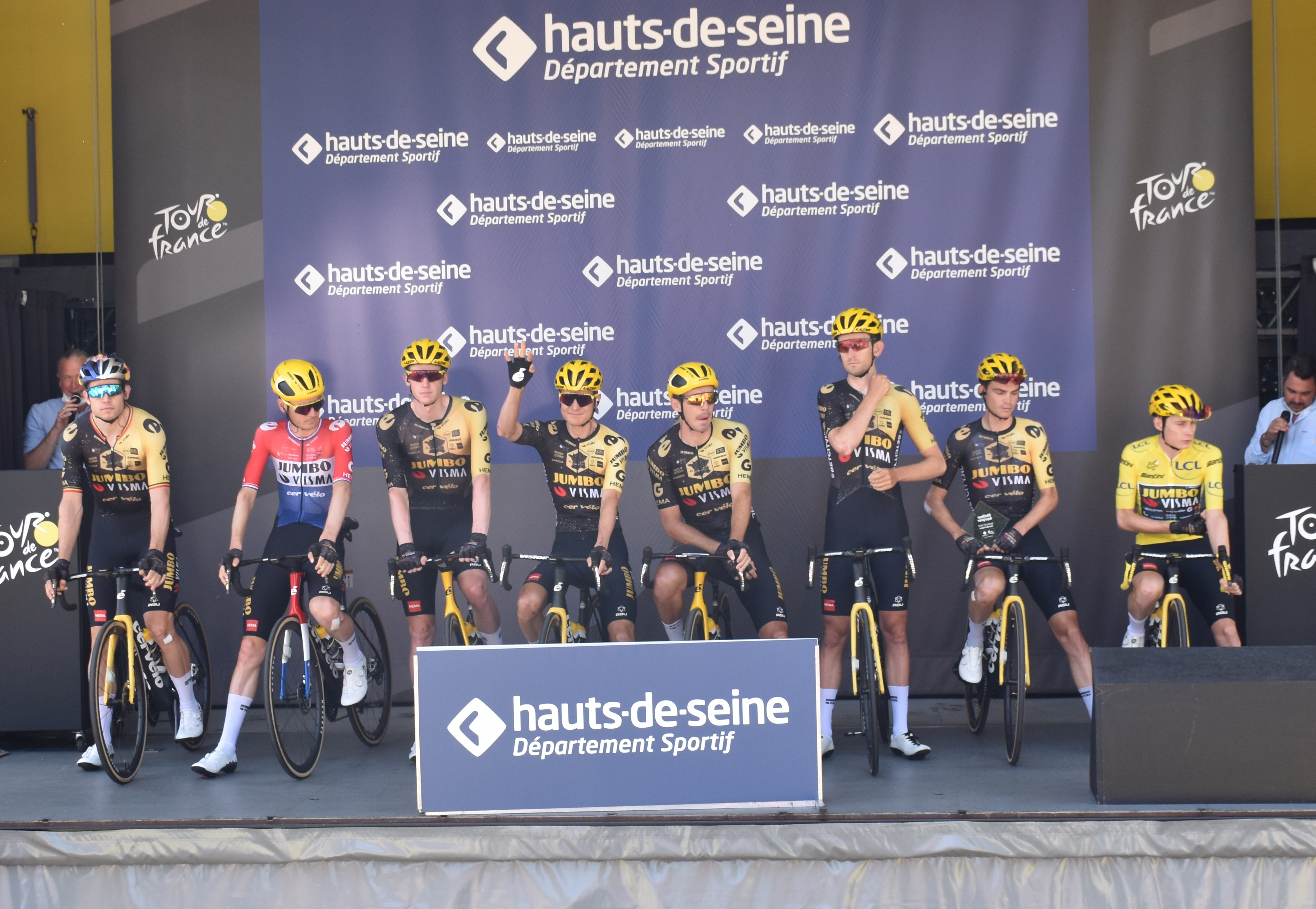
L'équipe Jumbo-Visma au départ de la 17e étape du Tour de France 2023.

  - 41 participations (1984, 1985, 1986, 1987, 1988, 1989, 1990, 1991, 1992, 1993, 1994, 1995, 1996, 1997, 1998, 1999, 2000, 2001, 2002, 2003, 2004, 2005, 2006, 2007, 2008, 2009, 2010, 2011, 2012, 2013, 2014, 2015, 2016, 2017, 2018, 2019, 2020, 2021, 2022, 2023, 2024)
  - 72 victoires d'étapes :
    - 1 en 1984 : Jan Raas
    - 3 en 1985 : Maarten Ducrot, Henri Manders, Gerrit Solleveld
    - 1 en 1986 : Ludo Peeters
    - 5 en 1987 : Jean-Paul van Poppel (2), Jelle Nijdam, Rolf Gölz, Nico Verhoeven
    - 6 en 1988 : Jean-Paul van Poppel (4), Jelle Nijdam, Rolf Gölz
    - 2 en 1989 : Jelle Nijdam (2)
    - 3 en 1990 : Frans Maassen, Gerrit Solleveld, Jelle Nijdam
    - 1 en 1991 : Jelle Nijdam
    - 1 en 1995 : Djamolidine Abdoujaparov
    - 2 en 1996 : Michael Boogerd, Rolf Sørensen
    - 1 en 1998 : Léon van Bon
    - 1 en 1999 : Robbie McEwen
    - 4 en 2000 : Erik Dekker (3), Léon van Bon
    - 2 en 2001 : Erik Dekker, Marc Wauters
    - 2 en 2002 : Michael Boogerd, Karsten Kroon
    - 2 en 2005 : Michael Rasmussen, Pieter Weening
    - 4 en 2006 : Óscar Freire (2), Denis Menchov, Michael Rasmussen
    - 2 en 2007 : Michael Rasmussen (2)
    - 1 en 2008 : Óscar Freire
    - 1 en 2009 : Juan Manuel Gárate
    - 1 en 2011 : Luis León Sánchez
    - 1 en 2012 : Luis León Sánchez
    - 1 en 2014 : Lars Boom
    - 2 en 2017 : Primož Roglič, Dylan Groenewegen
    - 3 en 2018 : Dylan Groenewegen (2), Primož Roglič
    - 4 en 2019 : Mike Teunissen, contre-la-montre par équipes, Dylan Groenewegen, Wout van Aert
    - 3 en 2020 : Primož Roglič, Wout van Aert (2)
    - 4 en 2021 : Wout van Aert (3), Sepp Kuss
    - 6 en 2022 : Wout van Aert (3), Jonas Vingegaard (2), Christophe Laporte
    - 1 en 2023 : Jonas Vingegaard
    - 1 en 2024 : Jonas Vingegaard

  - 2 victoires finales :
    -  Jonas Vingegaard (2022, 2023)

  - 6 classements annexes :
    -  Classement de la montagne : Michael Rasmussen (2005, 2006) et Jonas Vingegaard (2022)
    -  Classement par points : Jean-Paul van Poppel (1987), Óscar Freire (2008), Wout van Aert (2022)
- Tour d'Italie
  - 22 participations (2000, 2002, 2005, 2006, 2007, 2008, 2009, 2010, 2011, 2012, 2013, 2014, 2015, 2016, 2017, 2018, 2019, 2020, 2021, 2022, 2023, 2024, 2025)
  - 16 victoires d'étapes :
    - 3 en 2009 : Denis Menchov (3)[n 2]
    - 1 en 2011 : Pieter Weening
    - 1 en 2016 : Primož Roglič
    - 1 en 2017 : Jos van Emden
    - 1 en 2018 : Enrico Battaglin
    - 2 en 2019 : Primož Roglič (2)
    - 2 en 2022 : Koen Bouwman (2)
    - 1 en 2023 : Primož Roglič
    - 1 en 2024 : Olav Kooij
    - 3 en 2025 : Olav Kooij (2), Wout van Aert

  - 3 victoires finales :
    -  Denis Menchov (2009)
    -  Primož Roglič (2023)
    -  Simon Yates (2025)

  - 1 classement annexe :
    -  Classement de la montagne : Koen Bouwman (2022)

- Tour d'Espagne

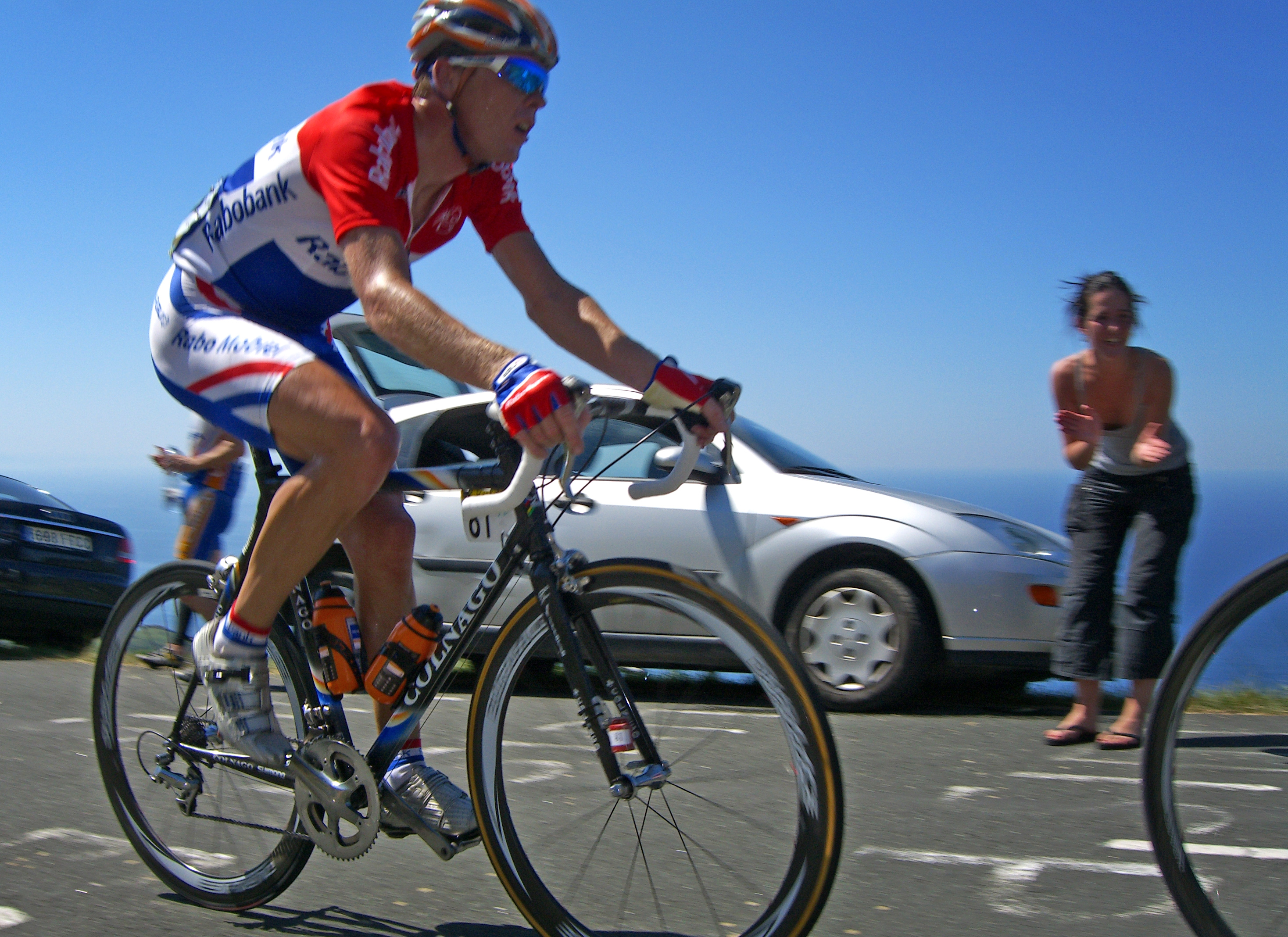
Koos Moerenhout vêtu du maillot de champion des Pays-Bas.

  - 30 participations (1991, 1992, 1995, 1997, 1998, 1999, 2000, 2001, 2003, 2004, 2005, 2006, 2007, 2008, 2009, 2010, 2011, 2012, 2013, 2014, 2015, 2016, 2017, 2018, 2019, 2020, 2021, 2022, 2023, 2024)
  - 39 victoires d'étapes :
    - 3 en 1992 : Jelle Nijdam, Edwig Van Hooydonck, Eric Vanderaerden
    - 2 en 1997 : Léon van Bon, Max van Heeswijk
    - 1 en 2001 : Beat Zberg
    - 1 en 2003 : Michael Rasmussen
    - 1 en 2004 : Óscar Freire
    - 2 en 2005 : Denis Menchov (2)
    - 4 en 2007 : Óscar Freire (3), Denis Menchov
    - 1 en 2008 : Óscar Freire
    - 1 en 2009 : Lars Boom
    - 1 en 2013 : Bauke Mollema
    - 1 en 2015 : Bert-Jan Lindeman
    - 1 en 2016 : Robert Gesink
    - 2 en 2019 : Primož Roglič, Sepp Kuss
    - 4 en 2020 : Primož Roglič (4)
    - 4 en 2021 : Primož Roglič (4)
    - 2 en 2022 : Primož Roglič, contre-la-montre par équipes
    - 5 en 2023 : Primož Roglič (2), Jonas Vingegaard (2), Sepp Kuss
    - 3 en 2024 : Wout van Aert (3)

  - 5 victoires finales :
    -  Denis Menchov (2007)
    -  Primož Roglič (2019, 2020 et 2021)
    -  Sepp Kuss (2023)

  - 4 classements annexes :
    - Classement de la montagne : Denis Menchov (2007)
    -  Classement par points : Bauke Mollema (2011), Primož Roglič (2019 et 2020)

## Principaux coureurs depuis les débuts
Ce tableau présente les résultats obtenus au sein de l'équipe par une sélection de coureurs qui se sont distingués soit par le rôle de leader ou de capitaine de route qui leur a été attribué pendant tout ou partie de leur passage dans l'équipe, leur longévité au sein de celle-ci, soit en remportant une course majeure pour l'équipe, soit encore par leur place dans l'histoire du cyclisme en général. La majorité des coureurs cités se distinguent par plusieurs de ces caractéristiques.
| Nom                      | Naissance | Nationalité      | Arrivée   | Départ    | Résultats |
| ------------------------ | --------- | ---------------- | --------- | --------- | --- |
| Jan Raas                 | 1952      | Pays-Bas         | 1984      | 1985      | 1 étape du Tour de France (1984) |
| Henri Manders            | 1960      | Pays-Bas         | 1984      | 1986      | 1 étape du Tour de France (1985) |
| Hans Daams               | 1962      | Pays-Bas         | 1985      | 1986      | 1 étape du Critérium du Dauphiné (1986) |
| Jacques Hanegraaf        | 1960      | Pays-Bas         | 1984      | 1987      | Amstel Gold Race (1984) |
| Joop Zoetemelk           | 1946      | Pays-Bas         | 1984      | 1987      | Champion du monde (1985) Tirreno-Adriatico (1985) Amstel Gold Race (1987) 1 étape de Tirreno-Adriatico (1985) |
| Luc Roosen               | 1964      | Belgique         | 1986      | 1987      | 1 étape du Critérium du Dauphiné (1986) |
| Maarten Ducrot           | 1958      | Pays-Bas         | 1985      | 1988      | 1 étape du Tour de France (1985) 1 étape du Tour de Romandie (1986) 1 étape du Critérium du Dauphiné (1986) |
| Ludo Peeters             | 1953      | Belgique         | 1984      | 1988      | Paris-Tours (1985) 1 étape du Tour de France (1986) |
| Nico Emonds              | 1961      | Belgique         | 1986      | 1988      | 1 étape du Tour de Romandie (1986) |
| Nico Verhoeven           | 1961      | Pays-Bas         | 1987      | 1988      | 1 étape du Tour de France (1987) |
| Jean-Paul Van Poppel     | 1962      | Pays-Bas         | 1987      | 1988      | 6 étapes du Tour de France (2x 1987, 4x 1988) |
| Rolf Gölz                | 1962      | Allemagne        | 1987      | 1990      | Flèche wallonne (1988) 3 étapes du Tour du Pays-Basque (1987, 1988, 1990) 2 étapes du Tour de France (1987, 1988) 1 étape de Tirreno-Adriatico (1989) 1 étape du Critérium du Dauphiné (1990) |
| Gerrit Solleveld         | 1961      | Pays-Bas         | 1984      | 1992      | Gand-Wevelgem (1989) 2 étapes du Tour de France (1985, 1990) |
| Eric Vanderaerden        | 1962      | Belgique         | 1990      | 1993      | 1 étape de Tirreno-Adriatico (1990) 1 étape du Tour d'Espagne (1992) |
| Raúl Alcalá              | 1964      | Mexique          | 1993      | 1993      | 2 étapes du Critérium du Dauphiné libéré (1993) |
| Jelle Nijdam             | 1963      | Pays-Bas         | 1984      | 1994      | Amstel Gold Race (1988) Paris-Tours (1989) 6 étapes du Tour de France (1987, 1988, 2x 1989, 1990, 1991) 1 étape du Tour d'Espagne (1992) |
| Frans Maassen            | 1965      | Pays-Bas         | 1987      | 1995      | Amstel Gold Race (1991) 1 étape du Critérium du Dauphiné libéré (1988) 1 étape du Tour de Romandie (1988) 1 étape du Tour de France (1990) |
| Frédéric Moncassin       | 1968      | France           | 1993      | 1995      | 1 étape du Critérium du Dauphiné (1993) |
| Djamolidine Abdoujaparov | 1964      | Ouzbékistan      | 1995      | 1995      | 1 étape du Tour de France (1995) |
| Edwig Van Hooydonck      | 1966      | Belgique         | 1986      | 1996      | Tour des Flandres (1989, 1991) 1 étape du Tour d'Espagne (1992) 1 étape du Tour de Romandie (1993) |
| Viatcheslav Ekimov       | 1966      | Russie           | 1994      | 1996      | 1 étape du Tour de Suisse (1995) |
| Max van Heeswijk         | 1973      | Pays-Bas         | 1997      | 1998      | 1 étape du Tour d'Espagne (1997) |
| Robbie McEwen            | 1972      | Australie        | 1996      | 1999      | 1 étape du Tour de France (1999) |
| Adrie van Der Poel       | 1959      | Pays-Bas         | 1984 1996 | 1986 2000 | Classique de Saint-Sébastien (1985) Tour des Flandres (1986) 1 étape de Tirreno-Adriatico (1984) |
| Léon van Bon             | 1972      | Pays-Bas         | 1993      | 2000      | HEW Cyclassics (1998) 2 étapes du Tour de France (1998, 2000) 1 étape de Tirreno-Adriatico (1996) 1 étape du Tour d'Espagne (1997) |
| Rolf Sørensen            | 1965      | Danemark         | 1996      | 2000      | Tour des Flandres (1997) 3 étapes de Tirreno-Adriatico (1996, 1997, 1998) 1 étape du Tour de France (1996) |
| Markus Zberg             | 1974      | Suisse           | 1999      | 2002      | 1 étape de Tirreno-Adriatico (2001) |
| Beat Zberg               | 1971      | Suisse           | 1998      | 2003      | 1 étape du Tour d'Espagne (2001) 1 étape du Tour du Pays Basque (2002) |
| Robert Hunter            | 1977      | Afrique du Sud   | 2003      | 2004      | 2 étapes du Tour de Suisse (2x 2004) |
| Karsten Kroon            | 1976      | Pays-Bas         | 1998      | 2005      | 1 étape du Tour de France (2002) |
| Steven De Jongh          | 1973      | Pays-Bas         | 2000      | 2005      | Grand Prix E3 (2003) |
| Marc Wauters             | 1969      | Belgique         | 1994 1998 | 1995 2006 | Paris-Tours (1999) 1 étape du Tour de France (2001) |
| Erik Dekker              | 1970      | Pays-Bas         | 1992      | 2006      | Tirreno-Adriatico (2002) Classique de Saint-Sébastien (2000) Amstel Gold Race (2001) Paris-Tours (2004) 4 étapes du Tour de France (3x 2000, 2001) 1 étape du Tour du Pays basque (1994) 1 étape de Tirreno-Adriatico (2002) |
| Michael Boogerd          | 1972      | Pays-Bas         | 1994      | 2007      | Paris-Nice (1999) Amstel Gold Race (1999) 2 étapes du Tour de France (1996, 2002) 2 étapes de Tirreno-Adriatico (2000, 2001) 1 étape du Tour du Pays-Basque (1999) |
| Michael Rasmussen        | 1974      | Danemark         | 2003      | 2007      | Meilleur grimpeur du Tour de France (2005, 2006) 4 étapes du Tour de France (2005, 2006, 2x 2007) 1 étape du Tour d'Espagne (2003) 1 étape du Critérium du Dauphiné (2004) |
| Thomas Dekker            | 1984      | Pays-Bas         | 2005      | 2008      | Tirreno-Adriatico (2006) Tour de Romandie (2007) 1 étape du Tour de Pologne (2005) 1 étape du Tour de Romandie (2007) 1 étape du Tour de Suisse (2007) |
| Bram De Groot            | 1974      | Pays-Bas         | 1999      | 2009      | 1 étape du Tour de Catalogne (2003) |
| Pedro Horrillo           | 1974      | Espagne          | 2005      | 2009      | 1 étape du Tour de Catalogne (2005) |
| Koos Moerenhout          | 1973      | Pays-Bas         | 1996 2007 | 1999 2010 | 1 étape du Tour du Pays basque (1999) 1 étape du Benelux Tour (2010) |
| Joost Posthuma           | 1981      | Pays-Bas         | 2004      | 2010      | 1 étape de Paris-Nice (2005) |
| Denis Menchov            | 1978      | Russie           | 2005      | 2010      | Tour d'Espagne (2007) Tour d'Italie (2009) Meilleur grimpeur du Tour d'Espagne (2007) 3 étapes du Tour d'Espagne (2x 2005, 2007) 3 étapes du Tour d'Italie (2009) 1 étape du Critérium du Dauphiné (2006) 1 étape du Tour de France (2006) 1 étape du Tour de Catalogne (2007) 3e du Tour de France (2008) |
| Óscar Freire             | 1976      | Espagne          | 2003      | 2011      | Champion du monde (2004) Classement par points du Tour de France (2008) Tirreno-Adriatico (2005) Milan-San Remo (2004, 2007, 2010) Cyclassics Hamburg (2006) Gent-Wevelgem (2008) Paris-Tours (2010) 8 étapes de Tirreno-Adriatico (2003, 2004, 3x 2005, 2006, 2x 2008) 5 étapes du Tour d'Espagne (2004, 3x 2007, 2008) 3 étapes du Tour de France (2x 2006, 2008) 2 étapes du Tour de Romandie (2009) 2 étapes du Tour de Suisse (2006, 2008) 1 étape du Tour de Catalogne (2003) 1 étape du Tour du Pays basque (2006) |
| Pieter Weening           | 1981      | Pays-Bas         | 2004      | 2011      | 1 étape du Tour de France (2005) 1 étape du Tour d'Italie (2011) 1 étape du Tour de Pologne (2005) |
| Sebastian Langeveld      | 1985      | Pays-Bas         | 2007      | 2011      | Circuit Het Nieuwsblad (2011) |
| Michael Matthews         | 1990      | Australie        | 2011      | 2012      | 1 étape du Tour Down Under (2011) |
| Juan Manuel Garate       | 1976      | Espagne          | 2009      | 2013      | 1 étape du Tour de France (2009) |
| Luis Leon Sanchez        | 1983      | Espagne          | 2011      | 2013      | Classique de Saint-Sébastien (2012) 2 étapes du Tour de Romandie (2012) 2 étapes du Tour de France (2011, 2012) 1 étape de Paris-Nice (2012) |
| Tom-Jelte Slagter        | 1989      | Pays-Bas         | 2011      | 2013      | Tour Down Under (2013) 1 étape du Tour Down Under (2013) |
| Mark Renshaw             | 1982      | Australie        | 2012      | 2013      | 1 étape du Benelux Tour (2013) |
| Graeme Brown             | 1979      | Australie        | 2006      | 2014      | 1 étape du Tour de Pologne (2007) 1 étape du Tour Down Under (2009) |
| Bauke Mollema            | 1986      | Pays-Bas         | 2008      | 2014      | Classement par points du Tour d'Espagne (2011) 1 étape du Tour de Pologne (2010) 1 étape du Tour de Suisse (2013) 1 étape du Tour d'Espagne (2013) 3e du Tour d'Espagne (2011) |
| Theo Bos                 | 1983      | Pays-Bas         | 2011      | 2014      | 1 étape du Benelux Tour (2012) 1 étape du Tour de Pologne (2014) |
| Moreno Hofland           | 1991      | Pays-Bas         | 2013      | 2016      | 1 étape de Paris-Nice (2014) |
| Stef Clement             | 1982      | Pays-Bas         | 2009 2017 | 2014 2018 | 1 étape du Critérium du Dauphiné libéré (2009) 1 étape du Tour de Catalogne (2014) |
| Lars Boom                | 1985      | Pays-Bas         | 2009 2017 | 2014 2018 | Benelux Tour (2012) 1 étape du Tour d'Espagne (2009) 1 étape de Paris-Nice (2010) 1 étape du Critérium du Dauphiné libéré (2011) 1 étape du Tour de France (2014) 1 étape du BinckBank Tour 2017 (2017) |
| Victor Campenaerts       | 1991      | Belgique         | 2016      | 2017      | Champion d'Europe du contre-la-montre (2017) |
| Enrico Battaglin         | 1989      | Italie           | 2016      | 2018      | 1 étape du Tour d'Italie (2018) |
| Bert-Jan Lindeman        | 1989      | Pays-Bas         | 2015      | 2020      | 1 étape du Tour d'Espagne (2015) |
| Laurens De Plus          | 1995      | Belgique         | 2019      | 2020      | Benelux Tour (2019) |
| George Bennett           | 1990      | Nouvelle-Zélande | 2015      | 2021      | Tour de Californie (2017) |
| Dylan Groenewegen        | 1993      | Pays-Bas         | 2016      | 2021      | Trois Jours de Bruges-La Panne (2019) 4 étapes du Tour de France (2017, 2x 2018, 2019) 3 étapes de Paris-Nice (2018, 2x 2019) 2 étapes du Tour du Guangxi (2017, 2018) 1 étape de l'Eneco Tour (2016) 1 étape du Tour des Émirats arabes unis (2020) |
| Antwan Tolhoek           | 1994      | Pays-Bas         | 2017      | 2021      | 1 étape du Tour de Suisse (2019) |
| Mike Teunissen           | 1992      | Pays-Bas         | 2015 2019 | 2016 2022 | 1 étape du Tour de France (2019) |
| Jos Van Emden            | 1985      | Pays-Bas         | 2008      | 2023      | 1 étape du Benelux Tour (2015) 1 étape du Tour d'Italie (2017) |
| Primož Roglič            | 1989      | Slovénie         | 2016      | 2023      | Tour d'Espagne (2019, 2020, 2021) Tour d'Italie (2023) Classement par points du Tour d'Espagne (2019 et 2020) Tour du Pays-Basque (2018, 2021) Tour de Romandie (2018, 2019) Tirreno-Adriatico (2019, 2023) UAE Tour (2019) Paris-Nice (2022) Critérium du Dauphiné (2022) Tour de Catalogne (2023) Liège-Bastogne-Liège (2020) 12 étapes du Tour d'Espagne (2019, 4x 2020, 4x 2021, 2022, 2x2023) 5 étapes du Tour du Pays-Basque (2x 2017, 2018, 2021, 2022) 4 étapes du Tour de Romandie (2017, 3x 2019) 4 étapes du Tour d'Italie (2016, 2x 2019, 2023) 4 étapes de Paris-Nice (3x 2021, 2022) 4 étapes de Tirreno-Adriatico (2018, 3x 2023) 3 étapes du Tour de France (2017, 2018, 2020) 2 étapes du Tour de Catalogne (2023) 1 étape de l'UAE Tour (2019) 1 étape du Critérium du Dauphiné (2020) 2e du Tour de France (2020) 3e du Tour d'Italie (2019) 3e du Tour d'Espagne (2023) |
| Tobias Foss              | 1997      | Norvège          | 2020      | 2023      | Champion du monde du contre-la-montre (2022) |
| Rohan Dennis             | 1990      | Australie        | 2022      | 2023      | 1 étape du Tour Down Under (2023) |
| Robert Gesink            | 1986      | Pays-Bas         | 2007      | 2024      | Grand Prix cycliste de Montréal (2010) Grand Prix cycliste de Québec (2013) 1 étape du Tour de Suisse (2010) 1 étape du Tour d'Espagne (2016) |
| Koen Bouwman             | 1993      | Pays-Bas         | 2016      | 2024      | Meilleur grimpeur du Tour d'Italie (2022) 2 étapes du Tour d'Italie (2022) 1 étape du Critérium du Dauphiné (2017) |
| Jan Tratnik              | 1990      | Slovénie         | 2023      | 2024      | Circuit Het Nieuwsblad (2024) |
| Steven Kruijswijk        | 1987      | Pays-Bas         | 2010      |           | 1 étape du Tour de Suisse (2011) 3e du Tour de France (2019) |
| Sepp Kuss                | 1994      | États-Unis       | 2018      |           | Tour d'Espagne (2023) 2 étapes du Tour d'Espagne (2019, 2023) 1 étape du Critérium du Dauphiné (2020) 1 étape du Tour de France (2021) |
| Jonas Vingegaard         | 1996      | Danemark         | 2019      |           | Tour de France (2022, 2023) Meilleur grimpeur du Tour de France (2022) Tour du Pays basque (2023) Critérium du Dauphiné (2023) Tirreno-Adriatico (2024) Tour de Pologne (2024) 4 étapes du Tour de France (2x 2022, 2023, 2024) 3 étapes du Tour du Pays-Basque (2023) 3 étapes du Critérium du Dauphiné (2022, 2x 2023) 2 étapes du Tour d'Espagne (2023) 2 étapes du Tirreno-Adriatico (2024) 1 étape du Tour de Pologne (2019) 1 étape du Tour des Émirats arabes unis (2021) 2e du Tour de France (2021, 2024) 2e du Tour d'Espagne (2023) |
| Wout van Aert            | 1994      | Belgique         | 2019      |           | Classement par points du Tour de France (2022) Strade Bianche (2020) Milan-SanRemo (2020) Gand-Wevelgem (2021) Amstel Gold Race (2021) Circuit Het Nieuwsblad (2022) E3 Saxo Bank Classic (2022, 2023) Bretagne Classic (2022) 10 étapes du Tour de France (2019, 2x 2020, 3x 2021, 3x 2022, 2025) 5 étapes du Critérium du Dauphiné (2x 2019, 2020, 2x 2022) 3 étapes de Tour d'Espagne (2024) 2 étapes de Tirreno-Adriatico (2021) 1 étape de Paris-Nice (2022) 1 étape du Tour d'Italie (2025) |
| Olav Kooij               | 2001      | Pays-Bas         | 2021      |           | Cyclassics Hamburg (2024) 4 étapes du Tour de Pologne (2022, 2023, 2x 2024) 3 étape du Tour d'Italie (2024, 2025) 3 étape de Paris-Nice (2023, 2x 2024) 1 étape de Tirreno-Adriatico (2025) 1 étape du Tour des Émirats arabes unis (2024) |
| Christophe Laporte       | 1992      | France           | 2022      |           | Champion d'Europe (2023) Gand-Wevelgem (2023) À travers les Flandres (2023) 2 étapes du Critérium du Dauphiné (2023) 1 étape de Paris-Nice (2022) 1 étape du Tour de France (2022) |
| Dylan van Baarle         | 1992      | Pays-Bas         | 2023      |           | Circuit Het Nieuwsblad (2023) |
| Matteo Jorgenson         | 1999      | États-Unis       | 2024      |           | Paris-Nice (2024, 2025) À travers les Flandres (2024) |
| Matthew Brennan          | 2005      | Royaume-Uni      | 2025      |           | 2 étapes du Tour de Catalogne (2025) 1 étape du Tour de Romandie (2025) |
| Simon Yates              | 1992      | Royaume-Uni      | 2025      |           | Tour d'Italie (2025) 1 étape du Tour de France (2025) |

## Team Visma | Lease a Bike en 2025
| Effectif 2025            | Effectif 2025     | Effectif 2025 | Effectif 2025                                 |
| Cycliste                 | Date de naissance | Pays          | Équipe précédente                             |
| ------------------------ | ----------------- | ------------- | --------------------------------------------- |
| Edoardo Affini           | 24 juin 1996      | Italie        | Mitchelton-Scott (2020)                       |
| Niklas Behrens           | 6 novembre 2003   | Allemagne     | Lidl-Trek Future Racing (2024)                |
| Tiesj Benoot             | 11 mars 1994      | Belgique      | Team DSM (2021)                               |
| Matthew Brennan          | 6 août 2005       | Royaume-Uni   | Team Visma \| Lease a Bike Development (2024) |
| Victor Campenaerts       | 28 octobre 1991   | Belgique      | Lotto Dstny (2024)                            |
| Thomas Gloag             | 13 septembre 2001 | Royaume-Uni   | Trinity Racing (2022)                         |
| Tijmen Graat             | 10 janvier 2003   | Pays-Bas      | Team Visma \| Lease a Bike Development (2024) |
| Per Strand Hagenes       | 10 juillet 2003   | Norvège       | Jumbo-Visma Development Team (2023)           |
| Menno Huising            | 8 avril 2004      | Pays-Bas      | Team Visma \| Lease a Bike Development (2024) |
| Matteo Jorgenson         | 1 juillet 1999    | États-Unis    | Movistar Team (2023)                          |
| Wilco Kelderman          | 25 mars 1991      | Pays-Bas      | Bora-Hansgrohe (2022)                         |
| Olav Kooij               | 17 octobre 2001   | Pays-Bas      | Jumbo-Visma Development Team (2021)           |
| Steven Kruijswijk        | 7 juin 1987       | Pays-Bas      | Rabobank Continental (2009)                   |
| Sepp Kuss                | 13 septembre 1994 | États-Unis    | Rally Cycling (2017)                          |
| Christophe Laporte       | 11 décembre 1992  | France        | Cofidis (2021)                                |
| Bart Lemmen              | 14 octobre 1995   | Pays-Bas      | Human Powered Health (2023)                   |
| Daniel McLay             | 3 janvier 1992    | Royaume-Uni   | Arkéa-B&B Hotels (2024)                       |
| Jørgen Nordhagen         | 10 janvier 2005   | Norvège       | Team Visma \| Lease a Bike Development (2024) |
| Ben Tulett               | 26 août 2001      | Royaume-Uni   | Ineos Grenadiers (2023)                       |
| Cian Uijtdebroeks        | 28 février 2003   | Belgique      | Bora-Hansgrohe (2023)                         |
| Attila Valter            | 12 juin 1998      | Hongrie       | Groupama-FDJ (2022)                           |
| Wout van Aert            | 15 septembre 1994 | Belgique      | Cibel (2019)                                  |
| Dylan van Baarle         | 21 mai 1992       | Pays-Bas      | Ineos Grenadiers (2022)                       |
| Loe van Belle            | 24 janvier 2002   | Pays-Bas      | Jumbo-Visma Development Team (2023)           |
| Tosh Van der Sande       | 28 novembre 1990  | Belgique      | Lotto-Soudal (2021)                           |
| Julien Vermote           | 26 juillet 1989   | Belgique      | Secteur-Duolar (2023)                         |
| Jonas Vingegaard         | 10 décembre 1996  | Danemark      | ColoQuick (2018)                              |
| Simon Yates              | 7 août 1992       | Royaume-Uni   | Team Jayco AlUla (2024)                       |
| Axel Zingle              | 18 décembre 1998  | France        | Cofidis (2024)                                |
|                          |                   |               |                                               |
| Source : ProCyclingStats |                   |               |                                               |

Victoires
| Victoires | Victoires                                                   | Victoires | Victoires | Victoires                  | Victoires |
| Date      | Course                                                      | Pays      | Classe    | Vainqueur                  |           |
| --------- | ----------------------------------------------------------- | --------- | --------- | -------------------------- | --------- |
| 8 fév.    | 1re étape du Tour d'Oman                                    | Oman      | 2.Pro     | Olav Kooij                 |           |
| 11 fév.   | 4e étape du Tour d'Oman                                     | Oman      | 2.Pro     | Olav Kooij                 |           |
| 23 fév.   | Classement général, Tour de l'Algarve                       | Portugal  | 2.Pro     | Jonas Vingegaard           |           |
| 23 fév.   | 5e étape du Tour de l'Algarve                               | Portugal  | 2.Pro     | Jonas Vingegaard           |           |
| 11 mars   | 3e étape, Paris-Nice                                        | France    | 2.UWT     | Team Visma \| Lease a Bike |           |
| 13 mars   | 4e étape, Tirreno-Adriatico                                 | Italie    | 2.UWT     | Olav Kooij                 |           |
| 16 mars   | Classement général, Paris-Nice                              | France    | 2.UWT     | Matteo Jorgenson           |           |
| 20 mars   | Grand Prix de Denain                                        | France    | 1.Pro     | Matthew Brennan            |           |
| 24 mars   | 1re étape du Tour de Catalogne                              | Espagne   | 2.UWT     | Matthew Brennan            |           |
| 28 mars   | 5e étape du Tour de Catalogne                               | Espagne   | 2.UWT     | Matthew Brennan            |           |
| 28 mars   | 4e étape de la Semaine internationale Coppi et Bartali      | Italie    | 2.1       | Ben Tulett                 |           |
| 29 mars   | Classement général, Semaine internationale Coppi et Bartali | Italie    | 2.1       | Ben Tulett                 |           |
| 30 avr.   | 1re étape du Tour de Romandie                               | Suisse    | 2.UWT     | Matthew Brennan            |           |
| 14 mai    | 1re étape des Quatre Jours de Dunkerque                     | France    | 2.Pro     | Axel Zingle                |           |
| 18 mai    | 9e étape du Tour d'Italie                                   | Italie    | 2.UWT     | Wout van Aert              |           |
| 22 mai    | 12e étape du Tour d'Italie                                  | Italie    | 2.UWT     | Olav Kooij                 |           |
| 30 mai    | 2e étape du Tour de Norvège                                 | Norvège   | 2.Pro     | Matthew Brennan            |           |
| 1 juin    | 21e étape du Tour d'Italie                                  | Italie    | 2.UWT     | Olav Kooij                 |           |
| 1 juin    | Classement général, Tour de Norvège                         | Norvège   | 2.Pro     | Matthew Brennan            |           |
| 1 juin    | Classement général, Tour d'Italie                           | Italie    | 2.UWT     | Simon Yates                |           |
| 1 juin    | 4e étape du Tour de Norvège                                 | Norvège   | 2.Pro     | Matthew Brennan            |           |
| 14 juill. | 10e étape du Tour de France                                 | France    | 2.UWT     | Simon Yates                |           |
| 27 juill. | 21e étape du Tour de France                                 | France    | 2.UWT     | Wout van Aert              |           |
| 4 août    | 1re étape du Tour de Pologne                                | Pologne   | 2.UWT     | Olav Kooij                 |           |
| 8 août    | 5e étape du Tour de Pologne                                 | Pologne   | 2.UWT     | Matthew Brennan            |           |
| 8 août    | 3e étape du Tour de l'Ain                                   | France    | 2.1       | Cian Uijtdebroeks          |           |
| 8 août    | Classement général, Tour de l'Ain                           | France    | 2.1       | Cian Uijtdebroeks          |           |

## Saisons précédentes
| - Rabobank en 1996 - Rabobank en 1997 - Rabobank en 1998 - Rabobank en 1999 - Rabobank en 2000 - Rabobank en 2001 - Rabobank en 2002 - Rabobank en 2003 - Rabobank en 2004 - Rabobank en 2005 | - Rabobank en 2006 - Rabobank en 2007 - Rabobank en 2008 - Rabobank en 2009 - Rabobank en 2010 - Rabobank en 2011 - Rabobank en 2012 - Belkin en 2013 - Belkin en 2014 - Lotto NL-Jumbo en 2015 | - Lotto NL-Jumbo en 2016 - Lotto NL-Jumbo en 2017 - Lotto NL-Jumbo en 2018 - Jumbo-Visma en 2019 - Jumbo-Visma en 2020 - Jumbo-Visma en 2021 - Jumbo-Visma en 2022 - Jumbo-Visma en 2023 - Visma-Lease a Bike en 2024 - Visma-Lease a Bike en 2025 |

## Distinctions
- Peter Post Carrièreprijs : 2012